# Väderkvarnar i Stockholm

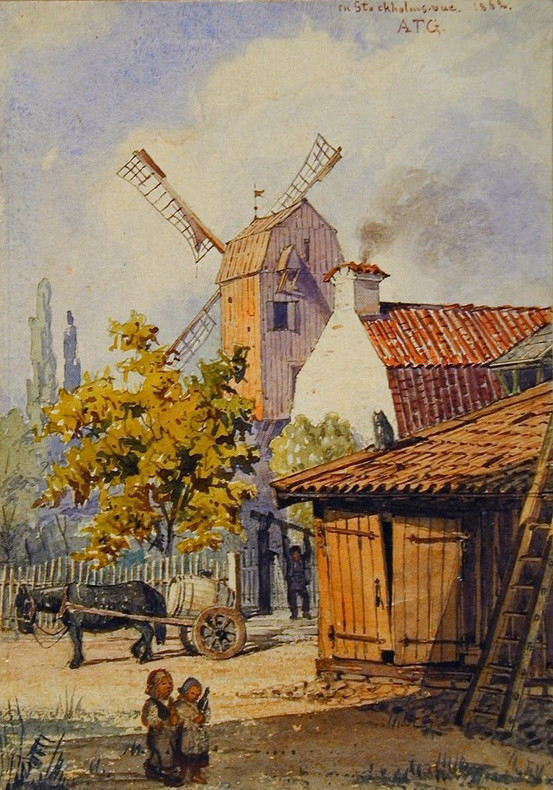
Lilla Stampan efter en akvarell av A.T. Gellerstedt, 1862.

Väderkvarnar i Stockholm omtalades redan under 1400-talet då ett "kvarnberg på Stockholms malmar" nämns. På Vädersolstavlan från 1535 syns två väderkvarnar – den ena är Helgeandshusets kvarn – och tavlan hör därmed till de äldsta illustrationerna av en namngiven väderkvarn i Stockholm. Stockholms kända kvarnar är namngivna, men kvarnnamnen var till en början av allmänheten bildade smeknamn eller öknamn som ofta innehöll delar av ägarens namn. Mera officiell status fick de folkliga namnen när de för första gången sammanställdes och trycktes  på Petrus Tillaeus Stockholmskarta från 1733. Han listade hela 59 ”Wäderquarnar” med namn; till och med några som var "avbrunna" tog han med.
Totalt fanns ett 80-tal kända och namngivna väderkvarnar i Stockholm, och av dem låg cirka hälften på Södermalm. Stadens väderkvarnar hade sin blomstringstid under 1600- och 1700-talen. De var placerade på Stockholms många höjder, kullar och toppar och präglade under hundratals år Stockholms stadslandskap. Den dominerande kvarntypen var den enklare stolpkvarnen, som under 1660-talet och senare fick sällskap av den modernare holländaren. Den äldsta bevarade stolpkvarnen är troligen Stora Stampan från 1670-talet; den flyttades 1882 och finns numera på Kvarnbacken intill dagens trafikplats Rissne. Den äldsta bevarade holländaren i Stockholm är Waldemarsuddes oljekvarn som uppfördes på 1780-talet; den står fortfarande kvar på sin ursprungliga plats på Södra Djurgården.
Vid sekelskiftet 1900 hade samtliga kvarnar försvunnit från Stockholms innerstad; den sista var Holländskan på Södermalm som revs 1894. Anledning till kvarndöden var dels den industriella revolutionen, som förde med sig en ny, pålitlig energiform – ångkraften. Dels inverkade den växande staden med nya bostadskvarter och parker där det inte längre fanns plats för några väderkvarnar. Fyra kvarnar flyttades till långt utanför stadskärnan, där några var i drift ända in på 1930-talet. Överby kvarn är en av de få kvarvarande fullt fungerande väderkvarnarna i Stockholms län. Vid två kvarndagar per år bjuds allmänheten in för att se hur man förr i tiden malde säd till mjöl.

## Historisk bakgrund

### Tidiga bilder

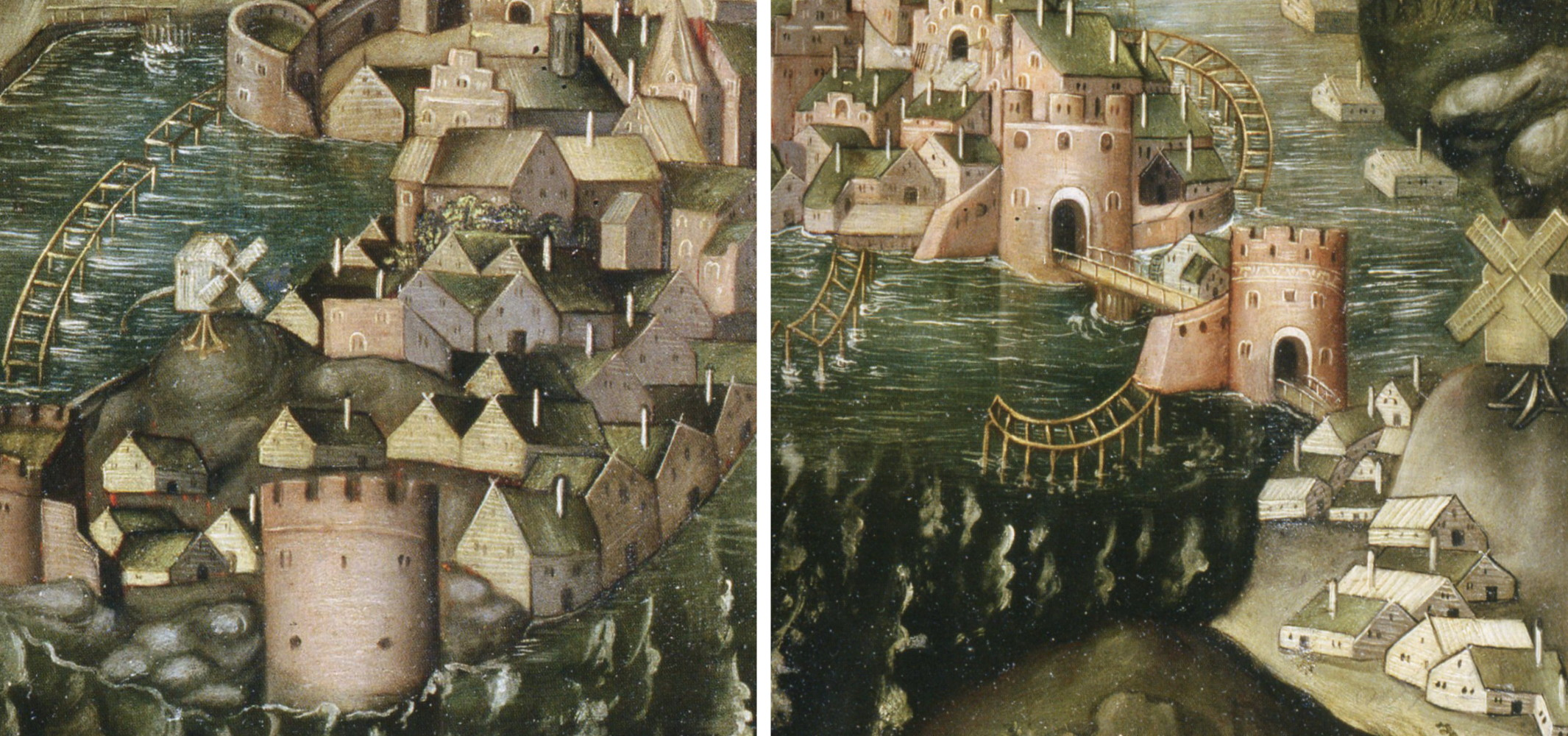
Vädersolstavlans väderkvarnar, 1535

Den äldsta avbildningen av en väderkvarn i Sverige härrör från 1514 och återfinns på ett altarskåp i Värmdö kyrka. På Vädersolstavlan från 1535 syns två väderkvarnar varav den ena står på Mariaberget (längst till höger). Den andra står på Riddarholmen (längst till vänster) och är Helgeandshusets kvarn, vilken därmed är den äldsta illustrationen av en namngiven väderkvarn i Stockholm. Kvarnen var en av Stockholms tidiga kvarnar och härstammar troligen från 1400-talet. Under 1600-talet tycks den inte förekomma längre.

### Kvarntyper
Ända in på 1600-talet var handkvarnar fortfarande vanliga. Man nyttjade muskelkraft istället för vind- eller vattenenergi för att krossa eller mala sädeskorn respektive fruktkärnor mellan stenar, för att få fram mjöl eller olja. Gustav II Adolf lär ha beviljat skattefrihet för den som använde handkvarn med förklaringen ”det är skatt nog, när man mal så armarna värker”.

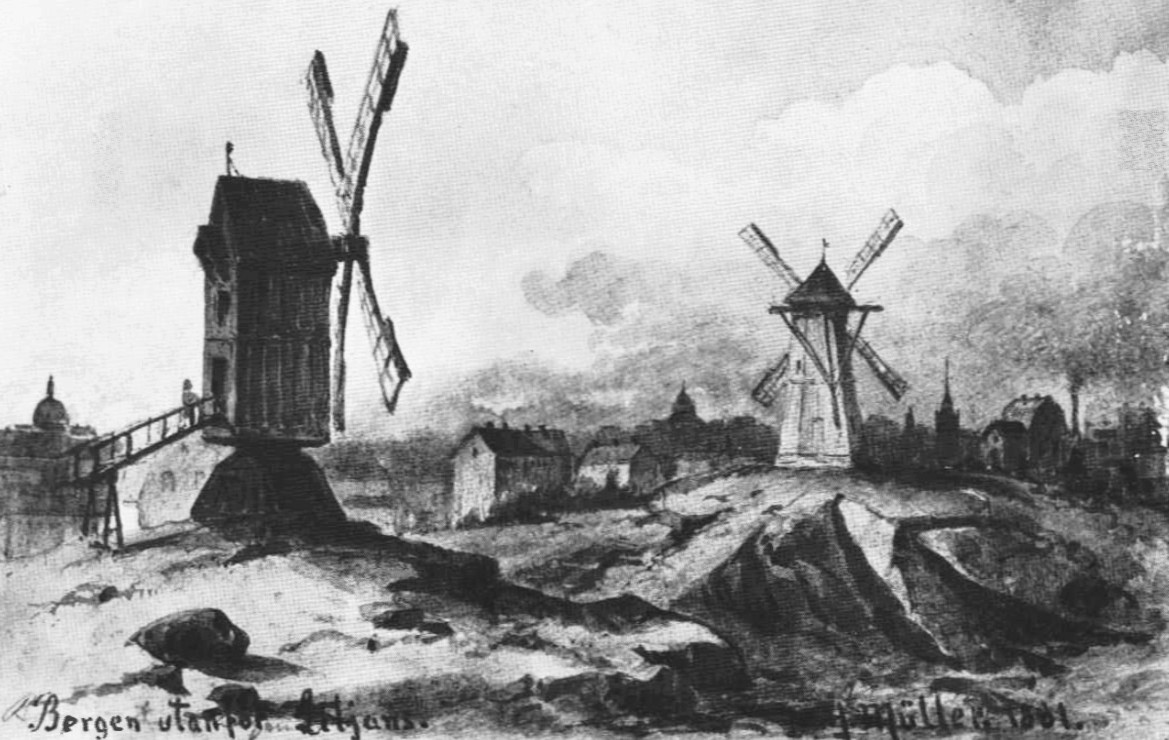
Till vänster stolpkvarnen Engelbrektskvarnen som stod på platsen för Engelbrektskyrkan, till höger holländaren, Starckan, akvarell, 1881.

Från 1600-talet är minst ett 60-tal väderkvarnar kända i Stockholm. Dessa var uteslutande så kallade stolpkvarnar (även kallade stubb- eller fotkvarnar). Denna typ av kvarn, som även var den vanligaste på Öland, står på en fotställning som uppbär hjärtstocken, kring vilken hela det fyrkantiga kvarnhuset kan svängas till önskad riktning. Taket var i regel ett vanligt sadeltak, täckt med spån eller brädor. Det var en ganska enkel och inte särskilt påkostad, men samtidigt något ”vinglig” konstruktion. Den äldsta bevarade kvarnen av stolptyp är troligen Stora Stampan från 1670-talet, som dock inte står på sin ursprungliga plats utan flyttades 1882 till Kvarnbacken intill dagens trafikplats Rissne vid Gamla Enköpingsvägen.
Under 1600-talet kom en modernare kvarntyp att introduceras i Sverige och Stockholm. Konstruktionen var vanlig i Holland, varför kvarnen kallades holländare. Kvarnhuset stod stadigt på marken och enbart huven med sina vingar var vridbar. Typiskt utseende för en ”holländare” är ett mångkantigt eller nästan cylindriskt, uppåt avsmalnande, ibland insvängt kvarnhus. Taket är ofta utformat som ett kupoltak och täckt med spån eller plåt. Vid större byggnader finns en brygga runt kvarnhusets nedre del, varifrån man, med hjälp av en stång, kan manövrera kvarntoppen. Den äldsta kända holländaren var Skeppsholmskvarnen som uppfördes 1666 på nuvarande platsen för Skeppsholmskyrkan. Den äldsta bevarade holländaren i Stockholm är Waldemarsuddes oljekvarn står kvar på sin ursprungliga plats och uppfördes på 1780-talet.
En mycket ovanlig konstruktion har Brottby kvarn i Vallentuna kommun. Den är en så kallad "skenkvarn" från 1870-talet. Kvarntypen liknar paltrockkvarnen, där kvarnhuset står vridbart på järnhjul som löper på en cirkulär skena (därav namnet). Typen har bara funnits i Uppland och kvarnen i Brottby är en av de få bevarade i sitt slag.

### Arbetsuppgifter
Väderkvarnarna hade olika arbetsuppgifter. Inte alla malde säd till mjöl, även om de var i majoritet. En del krossade kärnor och frukter till olja och kallades ”stampar” eller ”oljekvarnar”. Andra pressade växter, som lin och hampa, så kallade ”hamp-stampar”, för tillverkning av segel och rep, och var vanligt förekommande i en hamn- och skeppsbyggarstad som Stockholm. Sågkvarnar eller vädersågar fungerade som sågverk. Vid Waldemarsuddes oljekvarn fanns en sådan sågkvarn som brann ned 1849. Några få kvarnar malde kork, krut eller färg. En kvarn som användes för framställning av färg för färgaren Carl Gustaf Hoving var Klippan, en stor holländare som uppfördes 1770 på nuvarande Danviksklippan och revs 1903. Genom att byta ut kvarnstenarna kunde samma kvarn utföra olika arbetsuppgifter, exempelvis mala säd med det ena stenparet eller färg med ett annat. En kvarns kapacitet beräknades på antalet kvarnstenar. En liten kvarn hade ett stenpar, medan större kvarnar kunde ha upp till tio par kvarnstenar.

### Namngivning

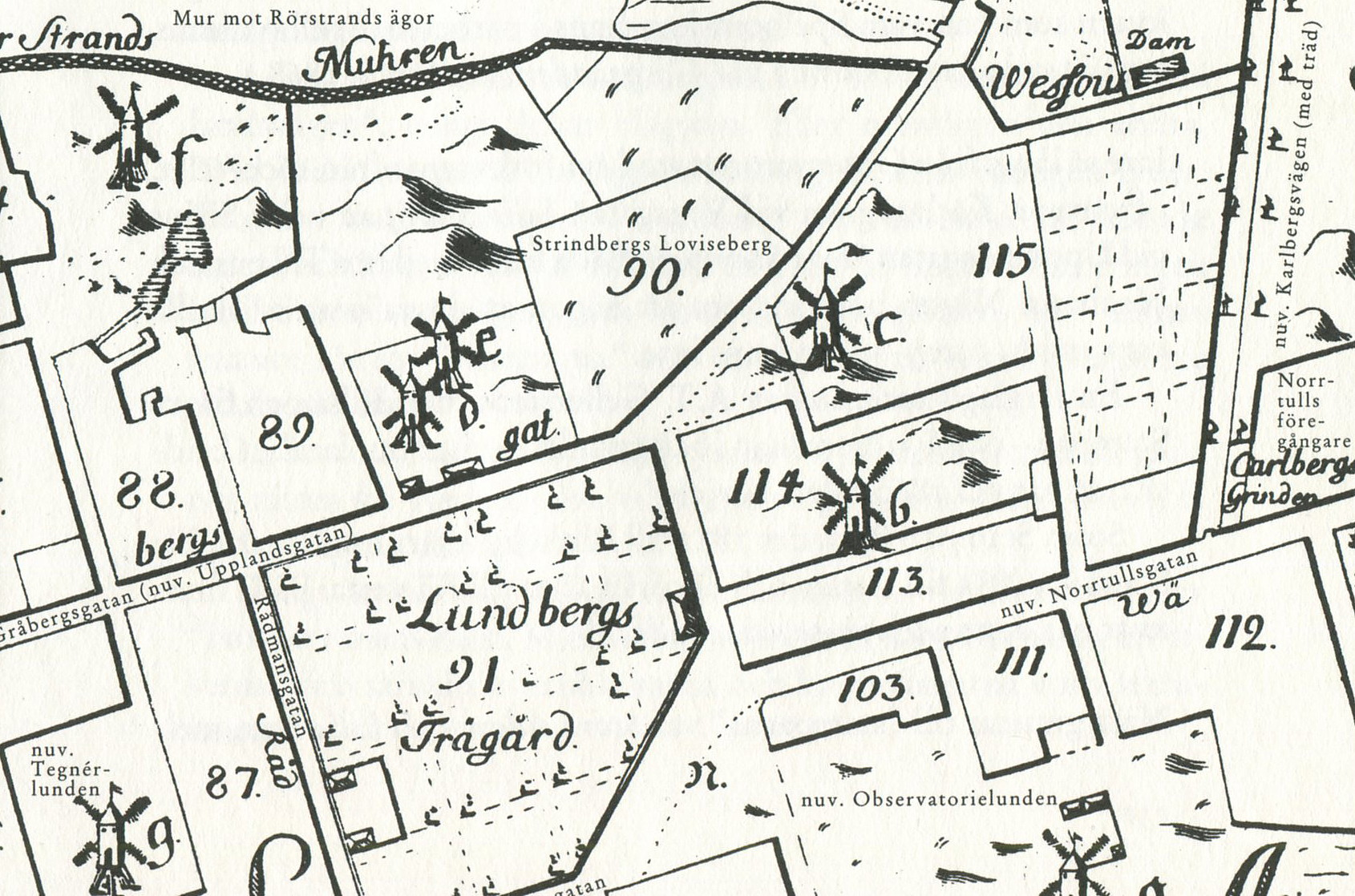
Kvarnar på Tillaeus karta från 1733, vid Observatoriekullen. a är Spelbomskan (längst ner t.h.), b är Lilla Stampan, c är Stora Stampan, d är Stora Adam, e är Lilla Eva, f är Gamla Rörstrandskvarnen och g är den äldre Barnhuskvarnen. Norr är till höger.

Stockholms mer kända väderkvarnar har individuella namn. Namnen var till en början folkliga smeknamn eller öknamn som ofta innehöll delar av ägarens namn. Exempelvis kallades Franckan efter rådmannen Lars Franck, Jan Erss efter byggåldermannen Johan Eriksson Rehn, Grubbens kvarn efter Hans Grubb, Mosis kvarn efter bagaren Moses Israelsson och Stora och Lilla Pryssan efter mjölnaren Johan Persson Preutz, Schultan efter bagarmästaren Jochum Schultz, Helgan efter bryggaren Helge Helgesson, och Waros efter myntsmeden Johan Warou.
En annan vanlig namnbildning är ”stora och lilla”, som Stora och Lilla Somens kvarn, Lilla Munkan och Stora Munkan, Lilla Träskan och Stora Träskan, Stora och Lilla Tuna, Stora Adam och Lilla Eva samt Stora Tissan och Lilla Tissan.
Namnen var inte officiella och en del kvarnar kunde ha olika namn som Spelbomskan som även kallades ”Lichtons kvarn” och ”Kvarnen vid gåsgränd”. Mera officiell status fick de folkliga kvarnnamnen när de för första gången sammanställdes och trycktes på Petrus Tillaeus Stockholmskarta från 1733 (observera att Tillaeus karta är västorienterad). Han listade, uppdelat på ”Norremalm” och ”Södermalm”, hela 59 ”Wäderquarnar” med namn, han tog till och med några som var ”avbrunna”. I kartan är de avbildade med små kvarnsymboler, där han skilde mellan stolp- och holländartyp. Men hur många okända kvarnar som kan ha funnits i Stockholm är idag omöjligt att fastställa.
En del av de gamla kvarnnamnen existerar ännu som namn för några av stadens kvarter och gator. Innan gatunamnrevisionen 1885 hade Stockholm många kvarngator- och gränder, numera finns bara Kvarngatan på Södermalm. Gatan fick sitt nuvarande namn 1891. Innan dess kallades den bland annat ”Wäderquarne gathun” och ”Wäderquarne grenden”. Holländargatan på Norrmalm har inget ett göra med kvarntypen holländare eller kvarnen Holländskan utan fick sitt namn i mitten av 1600-talet efter holländaren Dijrick Dijricksson.

### Lokalisering, datering och utseende
Trots att Stockholms kvarnar under hundratals år utgjorde ett dominerande inslag i stadsbilden, och trots att de ofta avbildades i äldre stadsvyer, som i Frans Hogenbergs kopparstick från 1500-talet eller Johannes van den Aveelens vy över Kungsträdgården från år 1700 (med 17 kvarnar i bakgrunden), fanns de sällan i adresskalendrar eller förteckningar. I Holms tomtbok från 1674 respektive 1679 är väderkvarnar inritade och registrerade med ägarens namn. Holm redovisar dock bara Södermalm. 

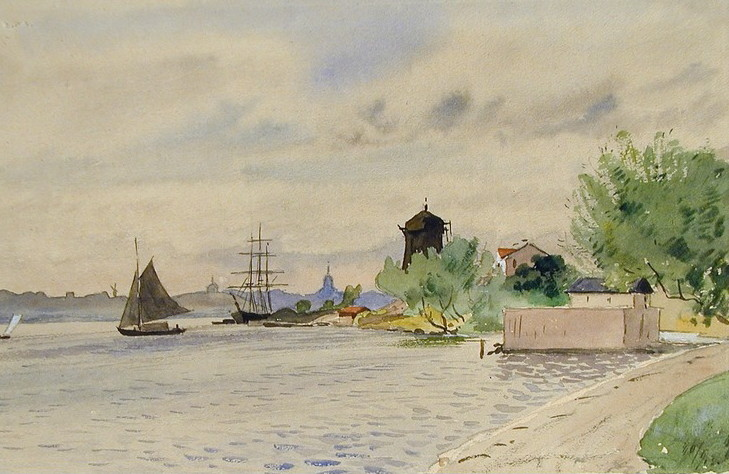
Waldemarsuddes oljekvarn efter en akvarell av A.T. Gellerstedt, 1890.

På en del kartor finns kvarnar med, men utan namn. Därför är Tillaeus stockholmstäckande kvarnförteckning med både namn och kartbild idag en värdefull källa för lokaliseringen av olika stockholmskvarnar. Genom att jämföra Tillaeus 1700-talskarta med senare avbildningar och kartor, exempelvis Heinrich Neuhaus Stockholmspanorama från 1870-talet, får vi god information om enskilda kvarnars historik.
Tack vare konstnären och arkitekten Albert Theodor Gellerstedts intresse för Stockholms väderkvarnar vet vi idag hur många såg ut. Under andra hälften av 1800-talet tecknade och målade han "det Stockholm, som går", och innan alla väderkvarnar försvann hann Gellerstedt dokumentera flera av dem i form av teckningar, etsningar och akvareller. Ibland angav han även när kvarnen revs. Enligt Nordiska museet, som har en stor samling av Gellerstedts verk, var den bastanta ”Holländskan” i kvarteret Åsen på Södermalm en av Gellerstedts mest porträtterade kvarnar. Annars är Oljekvarnen på Waldemarsudde sannolikt den mest avbildade av alla Stockholmskvarnar.
Hur svårt det kan vara att korrekt inordna och lokalisera vissa kvarnar visar historikern Bertil Waldéns utredning i ”Samfundet S:t Eriks Årsbok 1925 – Tre Väderkvarnar från det gamla Stockholm”. Innan det blev klargjort av Waldén att Stora Stampan i Kälvesta inte var en av de gamla Barnhuskvarnarna och inte heller Stora Tissan rådde det viss förvirring. Dagens Nyheter från 21 oktober 1924 rapporterade att man ”återupptäckt” Barnhuskvarnarna utanför staden. Entusiastiska läsare föreslog att de borde återställas till sin ursprungliga plats i Tegnérlunden, men det var inte Barnhuskvarnarna, de flyttades aldrig utan revs 1890 i samband med att parken Tegnérlunden anlades.
Stockholms stadsmuseum genomförde 1939 en omfattande kvarnutställning, där Arthur Sjögren bland annat skrev en förteckning över 84 av Stockholms väder-, vatten- och ångkvarnar (se vidare under avsnitt "Kvarnutställningen 1939"). År 1995 gjorde Per Anders Fogelström ett nytt försök till en uppdaterad och om möjligt kompletterad översikt över Stockholms väderkvarnar med stöd av Sjögrens material. I sin bok ”Ur det försvunna”, kapitlet ”Vingar över bergen”, menar han bland annat: ”Någon fullständighet kan inte uppnås och uppgifterna som finns är ibland osäkra. Allt för mycket är borta, vingar lämnar inga fotspår.” En sammanfattande redovisning i text och bild över samtliga kända stockholmskvarnar saknas ännu år 2013.

## Stockholms väderkvarnar

### Allmänt

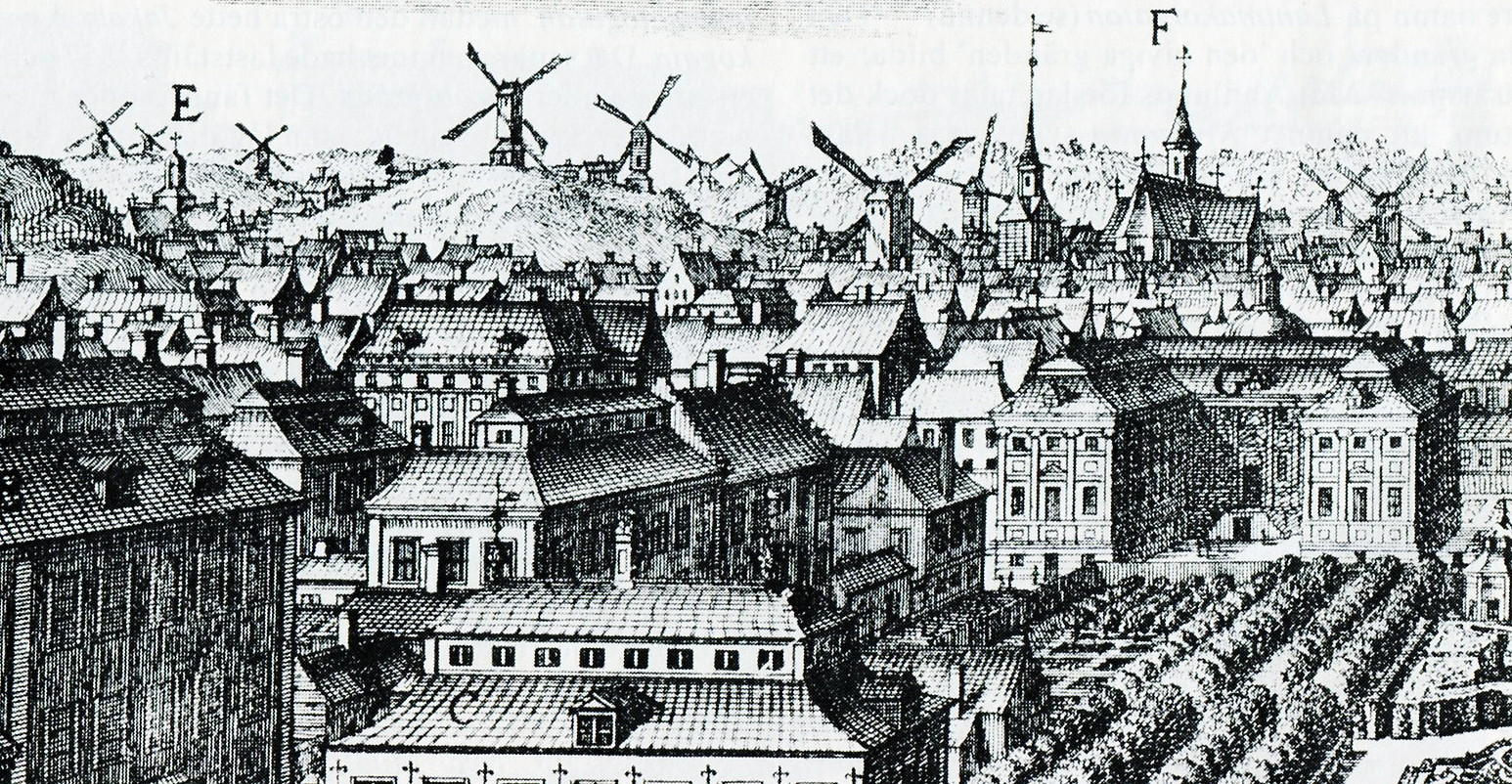
Väderkvarnar i Stockholms stadsbild

Redan under 1400-talet omtalades ett ”Kvarnberg” på Stockholms malmar. Stockholms väderkvarnar hade sin blomstringstid under 1600- och 1700-talen. Från den tiden är ett 80-tal kända med namn. De var placerade på Stockholms många höjder, kullar och toppar och syntes långt över staden. Under 1800-talets första hälft minskade antalet. 1865 fanns 32 väderkvarnar kvar och kring 1880 bara ett drygt tjugotal. Vid sekelskiftet 1900 hade samtliga kvarnar försvunnit från Stockholms innerstad. Den sista var Holländskan på Södermalm som revs 1894.
Anledningarna till kvarndöden var flera. En av de viktigaste var den industriella revolutionen, som förde med sig en ny, pålitlig energiform: ångkraften. ”Ångkvarnar” eller ”eldkvarnar” kunde anläggas varsomhelst och placerades gärna nära stora handelsplatser eller transportvägar. Den första ångdrivna kvarnen var Eldkvarn som anlades 1805 på Kungsholmen. Drivkällan var en 20 hk ångmaskin av fabrikat Boulton & Watt. På Södermalm tillkom Victoria ångkvarn, byggd på 1890-talet på platsen där väderkvarnen Fatburan tidigare låg, och vid Danviken uppfördes Saltsjökvarn som invigdes 1891. En annan anledning till att kvarnarna försvann var den växande staden med nya bostadskvarter. Lindhagenplanen angav inriktningen och parker skulle anläggas på stadens svårbebyggda kullar, där tidigare väderkvarnar stått. För några väderkvarnar fanns inte längre plats.

### Kungsholmskvarnar (urval)

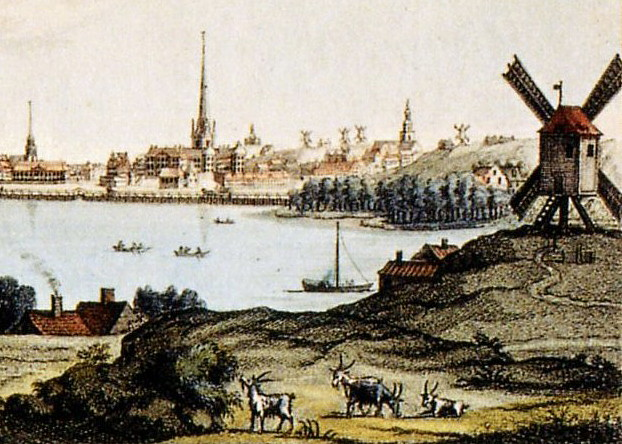
Lilla Munkan, 1725.

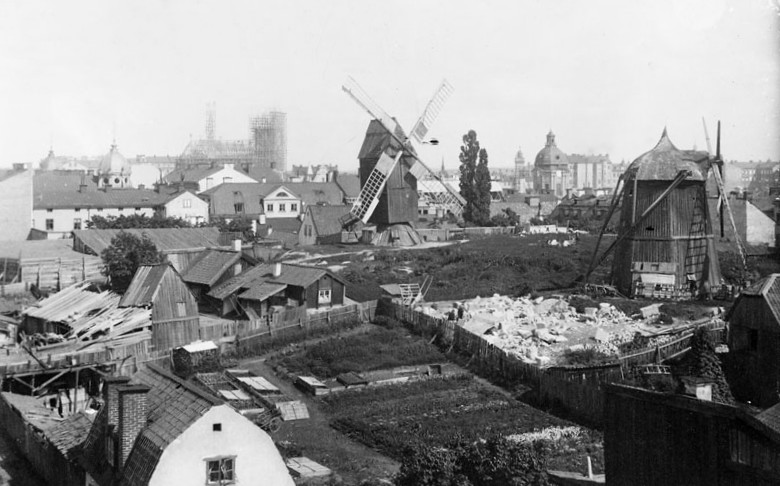
Barnhuskvarnarna i slutet av 1880-talet. I bakgrunden syns bygget av Johannes kyrka.

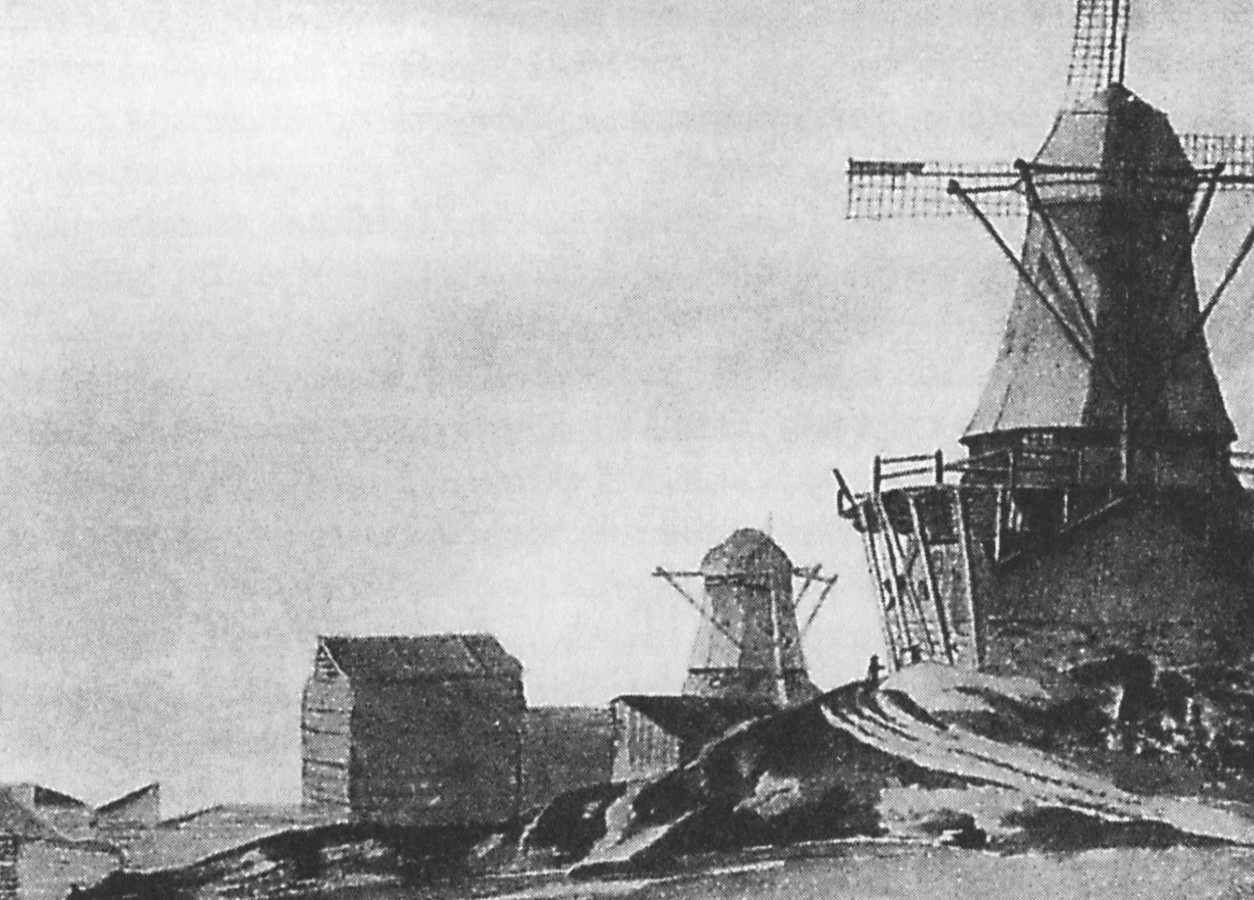
Waldemarsuddes oljekvarn (närmast) och sågkvarnen. Sepialavering av T. Billing, före 1849.

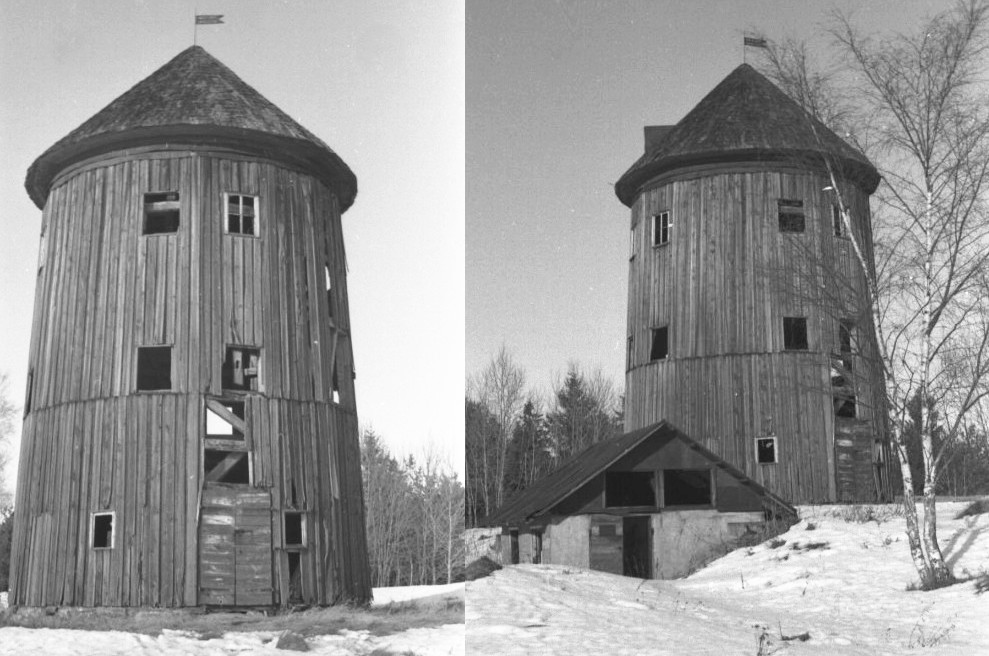
Stora Tissan, flyttades 1887 och blev "Rolsta kvarn", brann ned på 1960-talet.

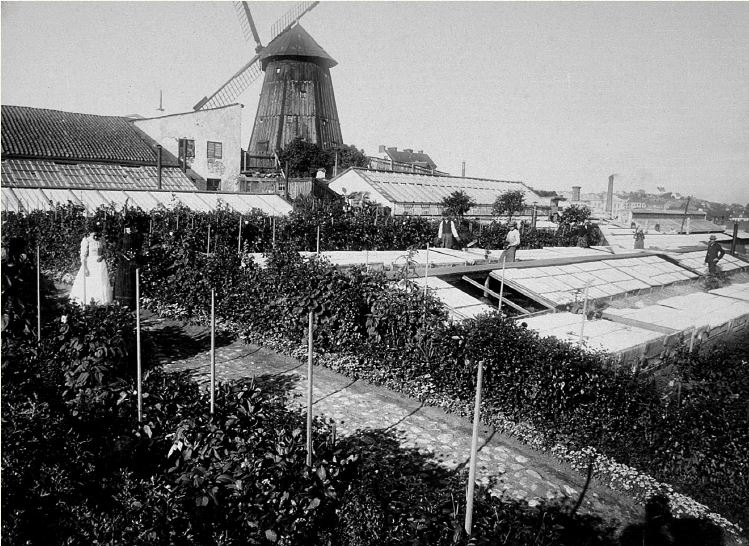
Kvarnen Holländskan innan rivning 1894.

Längst i öst låg Lilla Munkan och Stora Munkan. Lilla Munkan, en stolpkvarn från 1640-talet stod på Kvarnberget (nuvarande Kungsklippan) och Stora Munkan fanns på intilliggande Kvarnbacken. Kvarnberget och Kvarnbacken var inte samma kulle, men blandas ibland ihop. Kvarnens namn ”Munkan” härrör från Munklägret, den äldre beteckningen för Kungsholmen. På Kronoberget, lite längre västerut, fanns ”Kronkvarnen”, som malde säd för de privilegierade kungliga brännvinsbrännerier. Kvarnen brann ner 1835 och gav upphov till Kronkvarnsgränd (nuvarande Kronobergsgatan).

### Norrmalms- och Ladugårdslandskvarnar (urval)
På Norrmalm och Ladugårdslandet redovisade Tillaeus 23 namngivna kvarnar. Trakten runt Observatoriekullen var stadens kanske mest kvarntäta område på Norrmalm. Här fanns Stora Stampan och Lilla Stampan, Stora Adam och Lilla Eva, Spelbomskan, Gamla och Nya Rörstrandskvarnen samt Barnhuskvarnarna. Kvarnarna Adam och Eva nämns i August Strindbergs pjäs ”Stora landsvägen”. I en av scenanvisningarna står: ”Fonden mulen himmel. På sidorna två väderkvarnar, kallade Adam och Eva, en på var sida och en krog till höger”. I pjäsen grälar mjölnarna (kallade A och E) mest om rätten till vinden och båda vill flytta på grannens kvarn för att få bättre tillgång till vinden.
Längre österut fanns Jan Erss och Waros, och på nuvarande Östermalm stod Starckan, Engelbrektskvarnen, Lilla Träskan och Stora Träskan, Kammeckers kvarn, Schultan och Kurckan. Schultan var den kvarn som fanns kvar längst på Östermalm och den revs i maj 1888.

### Kvarnar på Blasieholmen och Skeppsholmen
På sydöstra spetsen av den lilla holmen som ursprungligen kallades Käpplingen (nuvarande Blasieholmen) fanns ett litet berg. Där restes 1688 Holmkvarnen, ungefär på platsen där Museiparken ligger idag bakom Nationalmuseum. Holmkvarnen förekommer i August Strindbergs bok Gamla Stockholm i avsnittet ”En Stockholmspromenad på 1730-talet”. Skeppsholmskvarnen var amiralitetskollegiets väderkvarn på Skeppsholmen. Den restes på 1600-talet främst för att bearbeta flottans hampa till segelduksproduktionen. I amiralitetets tjänst stod förutom Skeppholmskvarnen ytterligare tre kvarnar. Dessa var "Kronkvarnen" (även kallad "Cronan"), som stod vid nuvarande Artillerigatan (tidigare "Kronans Väderkvarnsgatan"), "Grynkvarnen i Kungsgården", alltså Kronobageriet vid Sibyllegatan samt den tidigare nämnda kvarnen Schultan, som stod vid dagens Karlaplan.

### Djurgårdskvarnar
Ett landmärke vid Stockholms inlopp utgör Waldemarsuddes oljekvarn på Södra Djurgården. Som tidigare nämndes är det stadens äldsta, bevarade holländare på sin ursprungliga plats. Kvarnen uppfördes på 1780-talet på grosshandlaren Carl Magnus Fris initiativ. Men redan vid 1700-talets mitt fanns här en oljekvarn, som engelsmannen W. Maister lät bygga. På tomten stod även en sågkvarn, som brann ned 1849. Oljekvarnen på Waldemarsudde saknar vingar men är annars välbevarad och restaurerades senast år 2010, då den bland annat fick en ny fasadbeklädnad av kopparplåt. Kvarnen är en industrihistorisk raritet och en av fem kvarvarande i sitt slag i världen.
Skansens kvarnar består av tre väderkvarnar som finns på friluftsmuseet Skansen. Det rör sig om två stolpkvarnar från Torslunda och Glömminge socknar, västra Öland och en holkkvarn från Främmestads socken i Västergötland. De flyttades till Skansen 1922 respektive 1900.

### Södermalmskvarnar (urval)
Södermalm var särskild lämpat för anläggandet av väderkvarnar. På Söders höjder redovisade Tillaeus 1733 inte mindre än 33 kvarnar, varav han markerade fyra som ”afbrända”. Det totala antalet var ännu högre och ungefär lika stort som innerstadens övriga stadsdelar tillsammans, nämligen ett fyrtiotal. De flesta försvann tidigt. Kyrkoherden i Katarina församling, Per Arenbechius (1620–1673), även kallad "Mäster Peder" ägde tre stolpkvarnar på Södermalm: Michel Jöranssons kvarn och Fatburan väster om Götgatan och Nytorgs kvarn på östra sidan. Kyrkoherdens omfattande tomt- och kvarninnehav väckte viss anstöt hos församlingens medlemmar och han anklagades att vid ett tillfälle ha stulit byggvirke till sina kvarnar ur kyrkans magasin. Snickaren som hade använt virket intygade dock att allt hade gått rätt till och att det var han som sålt virket till prästen.

#### Kvarnar öster om Götgatan
Öster om Götgatan fanns bland andra Finskan och Dundercrantz, belägna på Pelarbacken, en gång en av Stockholms avrättningsplatser och stadens golgata. Norr därom låg Hökens kvarn och Mosis kvarn. Den senare var uppkallad efter mjölnaren Moses Israelsson, som i sin tur gav upphov till namnet Mosebacke och Mosebacke torg. Längre österut låg tätt ihop Kråkvilan, Tjärbeljan och kvarnen Hatten. Hatten hade ett kraftigt insvängt mittparti. Sista gången Hatten syntes på bild med detta utseende var 1794. Under 1800-talet ersattes troligen kvarnen av en ny modell på samma plats, en stor holländare som också kallades Hatten.
Bengt Bagares kvarn stod ovanför Groens malmgård och ägdes av bagaren Bengt Eriksson Bråk. Bagarfamiljen drabbades under 1670-talet av häxprocesserna i Katarina, där bagarens hustru Anna Sippel och svägerska Brita Sippel, brändes som häxor på Hötorget den 29 april 1676. Några barn vittnade i samband med processerna om att de sett bagaren knåda deg med baken i Blåkulla. Bagaren frikändes dock, men barnen blev straffade.
Borgmästarkvarnen är uppkallad efter rådmannen och borgmästaren Hans Olofsson-Törne (död 1671). På platsen uppfördes 1876 ”Stockholms södra jäsfabrik” och senare Hotell Malmen (invigd 1951). Sedan den välkända ”Källaren Hamburg” vid Götgatan i oktober 1908 stängts för rivning tog restaurang ”Grå Kvarn” (numera restaurang Kvarnen) över utskänkningstillståndet. Restaurang Kvarnen ligger vid Tjärhovsgatan och har troligen fått sitt namn efter den gamla Borgmästarkvarnen.
Holländskan stod längst i söder, ungefär i trakten vid östra sidan om Götgatan nära Skanstull. Här låg ”Petter von Becks gård och kvarnplats”, som omnämns redan 1669 som ”Hållenske Qwarnen”. I samband med stadsplaneringen för södra Södermalm och tillkomsten av Ringvägen revs ”Holländskan” år 1894. Den närbelägna Franckan revs samtidigt och därmed försvann de två sista väderkvarnarna från Stockholms innerstad.

#### Kvarnar väster om Götgatan
Väster om Götgatan, i Maria Magdalena församling fanns på 1720-talet inte mindre än elva väderkvarnar. På Mariaberget låg Stora och Lilla Pryssan. Mellan Sankt Paulsgatan och Krukmakargatan stod Stora och Lilla Tuna. Något söderut vid Högbergsgatan fanns Brinckan. Den är dokumenterad sedan 1670-talet och försvann 1884. Kvarnen finns avbildad på några av Josabeth Sjöbergs akvareller från 1850-talet.
Christian Hanssons kvarn, på kvarnbacken strax söder om Maria Magdalena kyrka, utlöste troligen Katarinabranden 1723, där Katarina kyrka förstördes samt 500 hus (varav 448 trähus) och fyra väderkvarnar. Tack vare västliga vindar klarade sig Stora och Lilla Somens kvarn som stod strax väster om Hanssons kvarn. Med tanke på att väderkvarnarna alltid utgjorde en allvarlig risk ur brandsynpunkt, utfärdades den 18 juni 1751 en kungörelse "om väderkvarnens stillastående vid timade vådeldar". Kvarnarna "bör stannas och stå stilla samt spjälorna ur vingarna bort tagas så länge brand pågår".
Österlings kvarn var också av stolptyp och hade sitt namn efter Jonas Österling som ägde den i mitten av 1600-talet. Österling var hovkamrerare samt chef på Tobakskompaniet och innehade Österlingska tomten, som idag kallas Heleneborg, vid det närbelägna Pålsundet. Den 57 320 m² stora tomten förvärvade han på 1660-talet. I Holmska tomtboken från 1679 står ”Wälborne Her kammereraren Jonas Österlings Qwarn” söder om och utanför sin stora tomt. År 1847 uppfördes en ny kvarn på samma ställe. Den stod kvar på berget ända in på 1860-talet. Mellan 1916 och 1923 byggdes på platsen Högalidskyrkan efter ritningar av arkitekt Ivar Tengbom.
Hornstullskvarnen, en holländare, är en av de minst kända väderkvarnarna i Stockholm. Den härrör från 1700-talets slut och finns på kartor fram till 1805. Kvarnen har inget officiellt namn och kallas i handlingar för ”kvarn i närheten av gamla Hornstull”. Placeringen var längst västerut på Södermalm, i närheten av Hornstulls tullstation och på berget ovanför Bergsunds industrianläggningar, sedermera platsen för Bergsunds Mekaniska Verkstad. På kvarnens plats står idag Högalidsskolan, uppförd 1921 efter ritningar av arkitekt Georg A. Nilsson.
Längst i söder, mittemot Holländskan, hade Helgan (eller Häljan) sin plats. Kvarnen var ursprungligen från 1600-talet, möjligen av holländsk typ, som senare ersattes av en stolpkvarn och fortfarande kvarstod 1889. Den stod på platsen för nuvarande Katarina realskola (invigd 1932) i kvarteret Van der Huff. Området stadsplanerades 1913 av Per Olof Hallman och fick namnet Helgalunden efter en av kvarnens tidigare ägare, bryggaren Helge Helgesson, som även gav upphov till kvartersnamnet Helgan. Helgans mjölnarstuga finns fortfarande bevarad.

### Kvarnar utanför Stockholms tullar (urval)

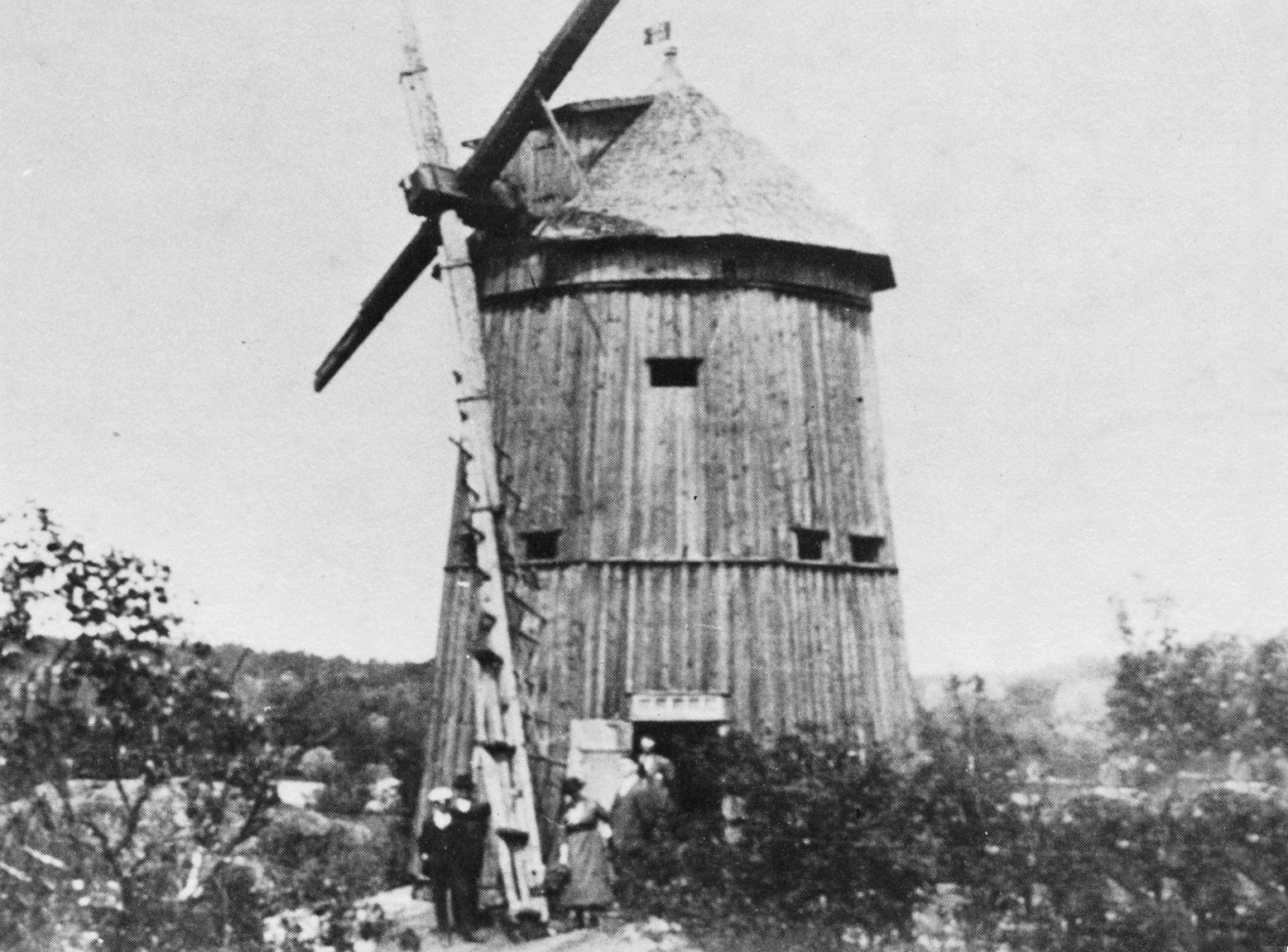
Balingsta kvarn, 1921.

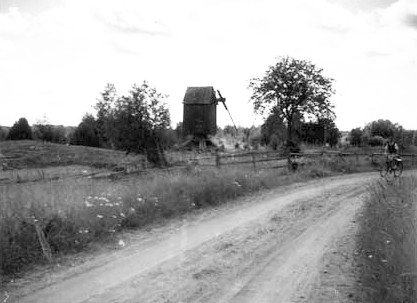
Marum väderkvarn, 1942.

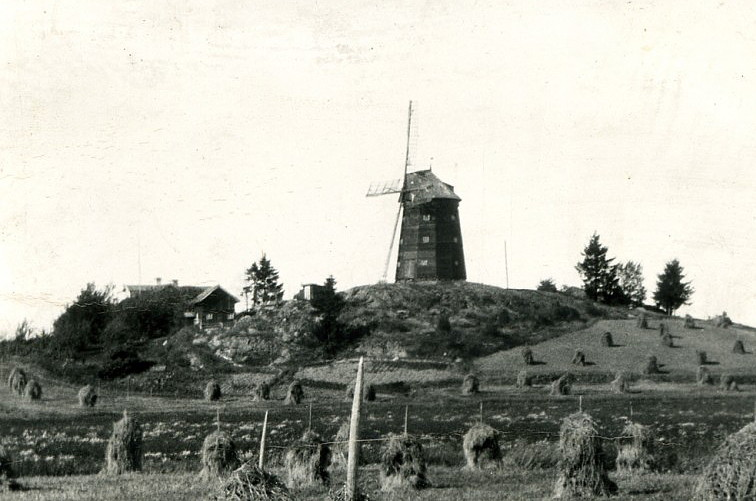
Nora väderkvarn före 1929.

Skanskvarn är ursprungligen från 1850 och var då den tredje kvarnen vid dagens södra landfäste av  Skanstullsbron. Kvarnen flyttades till sin nuvarande plats 1859. Omkring år 1900 nyttjades kvarnen för malning av kork till Wicanders korkfabrik. Kvarnen finns kvar och är idag restaurang.
Kvarnen Klippan stod på Danviksklippan i nuvarande  stadsdelen Södra Hammarbyhamnen. Kvarnen av holländsk typ uppfördes 1770 av färgaren Carl Gustaf Hoving och revs 1903. Området bebyggdes 1940–1945 med nio punkthus. Hoving  själv bodde i Hovings malmgård som han lät bygga norr om Hammarbysjön samtidigt med kvarnen. Härifrån hade han god uppsikt över sin kvarn. På Topografiska corpsens karta från 1861 finns kvarnen utritad och berget där kvarnen står har fått namnet ”Hovigsberg”, som lever vidare i kvarteret med samma namn.
Ulvsunda kvarn (före detta Bällsta kvarn) står vid foten av Kvarnberget intill Ulvsundavägen, strax söder om Bromma flygplats. Ulvsunda kvarn förstördes i en storm 1912. Den kvarnen som stå där nu är Bällsta kvarn, som ursprungligen byggdes 1855 och hörde till Bällsta gård. Kvarnen flyttades när Bromma flygplats anlades i mitten av 1930-talet, eftersom den stod för nära det planerade flygfältet. Nedanför kvarnen återfinns Ulvsunda kvarnstuga. Det var mjölnarens bostad som antas vara från början på 1700-talet.
På 1840-talet hade Lidingö sju väderkvarnar; idag (2013) finns bara två kvar. Den ena, Näsets kvarn, står vid Kvarnvägen nära Kyrkviken och Lidingö kyrka. På sin ursprungliga plats på Södermalm kallades den i folkmun för ”Kodön”, då en av dess vingar en gång hade slagit ihjäl en ko. Den andra bevarade kvarnen på Lidingö är Bo kvarn som hörde till Bo gård. Bo kvarn byggdes 1816 och är tillsammans med oljekvarnen på Waldemarsudde en av de äldsta väderkvarnarna i Stockholmstrakten som står på sin ursprungliga plats.
I Huddinge kommun finns bara en väderkvarn kvar. Det är Balingsta kvarn som hörde till Balingsta gård. Kvarnen, en holländare har stått på platsen sedan 1877 och användes till 1898. Med sitt läge på en kulle vid sjön Orlången har den blivit ett välkänt landmärke i omgivningen. Under en storm 2011 tappade kvarnen en del av en av sina vingar och under hösten 2012 reparerades skadan.
Två kvarnar som brunnit ner på senare tid är Väsby kvarn, en holländare från omkring 1865 som förstördes i en anlagd brand i mars 2008 och Jakobsbergs kvarn från 1780-talet, även den en holländare, som  har brunnit tre gånger: 1980, 1997 samt 2005. Den återuppbyggdes två gånger men efter den senaste branden 2005 hade kommunen tröttnat.
En kvarn som nyligen (återinvigd 2009) restaurerades är Marum väderkvarn i Björkö-Arholma socken, Norrtälje kommun. Kvarnen av stolptyp var i drift in på 1920-talet och har ett inristat årtal 1753, som kan vara byggåret. I slutet av 1800-talet fanns minst 14 väderkvarnar på Björkö-Arholma, varav de flesta var stolpkvarnar.
Brottby kvarn i Vallentuna kommun byggdes på 1870-talet och återfinns på ett gravfält från yngre järnåldern. Den är en ovanlig typ som kallas ”skenkvarn”. Kvarnhuset står på järnrullar och en cirkulär skena som möjliggör att vrida byggnaden efter vinden. Typen har bara har funnits i Uppland och det är en av de få bevarade i sitt slag. Driften lades ner i slutet av 1910-talet. Byggnaden är idag välbevarad efter flera restaureringar. Den senaste genomfördes av Össeby-Garns hembygdsförening och avslutades år 1993 efter tre års arbete.
Överby kvarn står i Sollentuna kommun och en av ursprungligen sex väderkvarnar i Sollentuna. Kvarnen är en holländare från 1800-talet men har inte varit i reguljär drift sedan 1909, då den sista mjölnaren flyttade. Kvarnen är en av de få kvarvarande fullt fungerade av sitt slag i Stockholms län. Sollentuna hembygdsförening arrangerar två kvarndagar per år. Då bjuds allmänheten in för att se hur säd mals till mjöl.
Nora kvarn står sedan 1929 i friluftsmuseet Torekällberget i Södertälje. Den är även museets varumärke och symbol. Kvarnen är av typ holländare och flyttades 1929 hit från Nora gård i Mörkö socken (därav namnet). Ursprungligen byggdes kvarnen på Näsbacken vid Hörningsholm och flyttades 1876 till Nora. Där var den i drift fram till mitten av 1920-talet och den siste mjölnaren hette Kalle Öberg. En stock i översta våningen var märkt med årtalet 1772, vilket kan vara det ursprungliga byggåret. Den ursprungliga väderkvarnen eldhärjades svårt den 8 juli 1989 genom en anlagd brand. Kvarnen ersatts sedan av en exakt kopia som byggdes i Rättvik i Dalarna och nyinvigdes den 3 juni 1991.
Ännu 1904 var tolv väderkvarnar i drift inom Ekerö kommun, idag finns bara två kvar, dock ej i drift. Den ena är Sundby kvarn på Färingsö, en stolpkvarn som byggdes i mitten av 1740-talet och var då den första väderkvarnen i Sånga socken. Kvarnen var i verksamhet fram till 1928 och är idag (2013) nyrenoverad. Sundby kvarn är ett byggnadsminne och ägs av Ekerö kommun. Den andra är Stavsunds kvarn på Ekerön från 1720-talet, även det en stolpkvarn och ursprungligen gårdskvarn till godset Stavsund.

### Flyttade kvarnar
Inte alla kvarnar brann ned eller revs, utan några få flyttades från Stockholms innerstad och fick ett nytt, förlängt liv långt utanför staden. En del av dem var i drift ända fram till slutet av 1920-talet. Såvitt man känner till flyttades bara fyra kvarnar. Dessa är:
- Stora Stampan, flyttad 1882 från Vasastaden till Kvarnbacken vid Ursvik, finns kvar.
- Lilla Stampan,  flyttad från Vasastaden 1884 först till Lunda och 1892 till Kälvesta, finns kvar.
- Stora Tissan, flyttad 1887 från Vasastaden till Rolsta, nerbrunnen på 1960-talet.
- Kodön, flyttad 1843 eller 1845 från Södermalm till Lidingö, finns kvar och heter Näsets kvarn.

### Karta över befintliga kvarnar vid 1800-talets mitt

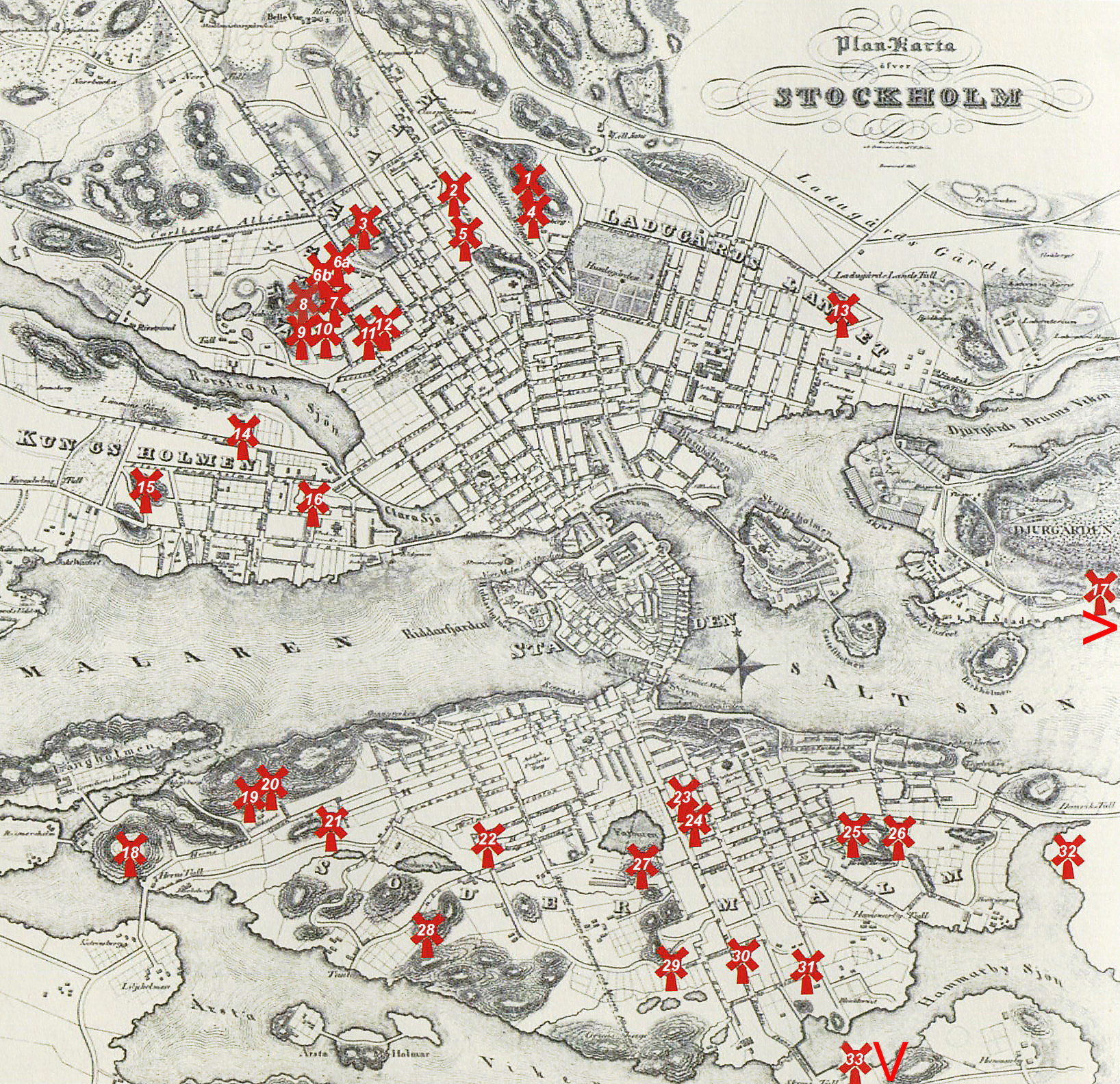
1: Engelbrektskvarnen, 2: Jan Erss, 3: Spelbomskan, 4: Starckan, 5: Waros, 6: Lilla Stampan och Stora Stampan, 7: Stora Adam, 8: Lilla Eva, 9: Stora Tissan, 10: Lilla Tissan, 11: Gamla Barnhuskvarnen, 12: Nya Barnhuskvarnen, 13: Schultan, 14: Stora Munkan, 15: Kronobergskvarnen, 16: Lilla Munkan, 17: Waldemarsuddes oljekvarn, 18: Hornstullskvarnen (osäker), 19: Österlings kvarn, 20: Gubbhuskvarnen, 21: Michel Jöranssons kvarn, 22: Brinckan, 23: Finskan, 24: Borgmästarkvarnen, 25: Tjärbeljan, 26: Hatten, 27: Fatburan, 28: Tantokvarnen, 29: Helgan, 30: Holländskan, 31: Franckan, 32: Klippan, 33: Skanskvarn.

## Kvarnutställningen 1939
Med hjälp av skriftställaren och konstnären Arthur Sjögren genomförde Stockholms stadsmuseum mellan 30 januari och 26 februari 1939 en unik kvarnutställning ”Stockholms gamla väderkvarnar”.  Ett flertal institutioner och privatpersoner hade lånat ut material till utställningen. Ett särskilt tack riktades till Prins Eugen, som överlämnade som gåva sin monumentala kolteckning av oljekvarnen på Waldemarsudde. Stadsmuseet tackade även polisassistenten Helgo Wiberg som skänkt en 1729 daterad vindflöjel från kvarnen Lilla Stampan.
I sju rum visades bland annat kartor, bilder, inventarier, äldre dokument, konstruktionsritningar och modeller. Gällande uppgifterna om kvarnar före 1700 menade Sjögren att deras läge och utseende "böra tagas med viss reservation" och vidare "rättelser samt bilder och upplysningar om de olika kvarnarna [...] mottagas med tacksamhet av stadsmuseets personal". Han konstaterade även att "de två kvarnar, som äro synliga inom ramen för Vädersolstavlan från 1535 äro de äldsta avbildade stockholmskvarnarna".
Utställningen var tänkt som en sista materialsammanställning för ett planerat större arbete om Stockholms väderkvarnar, men något sådant kom aldrig till stånd. Men Sjögren skrev en katalog med en förteckning för 84 av Stockholms väder-, vatten- och ångkvarnar. Sjögrens påbörjade arbete är numera en viktig källa för datering och lokalisering av Stockholms kvarnar. Hans förteckning återges nedan i en något förkortad version.

### Sjögrens förteckning över Stockholms kvarnar

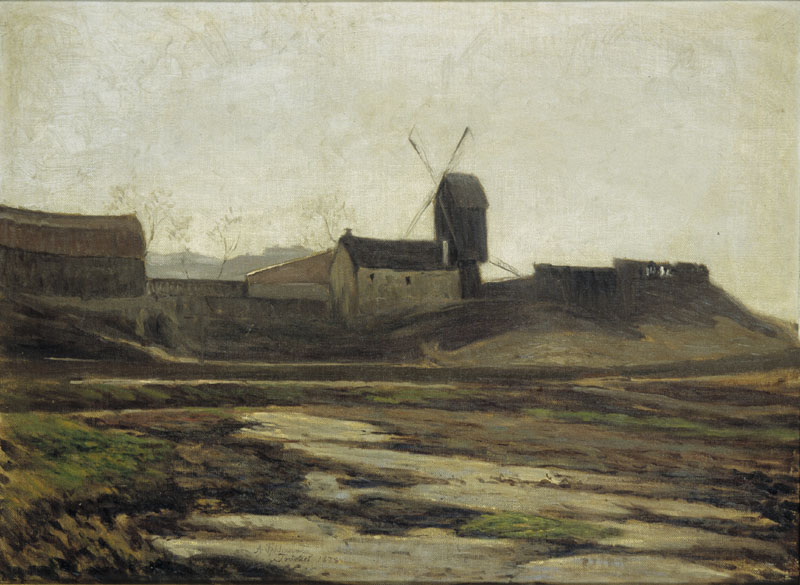
Jan Erss

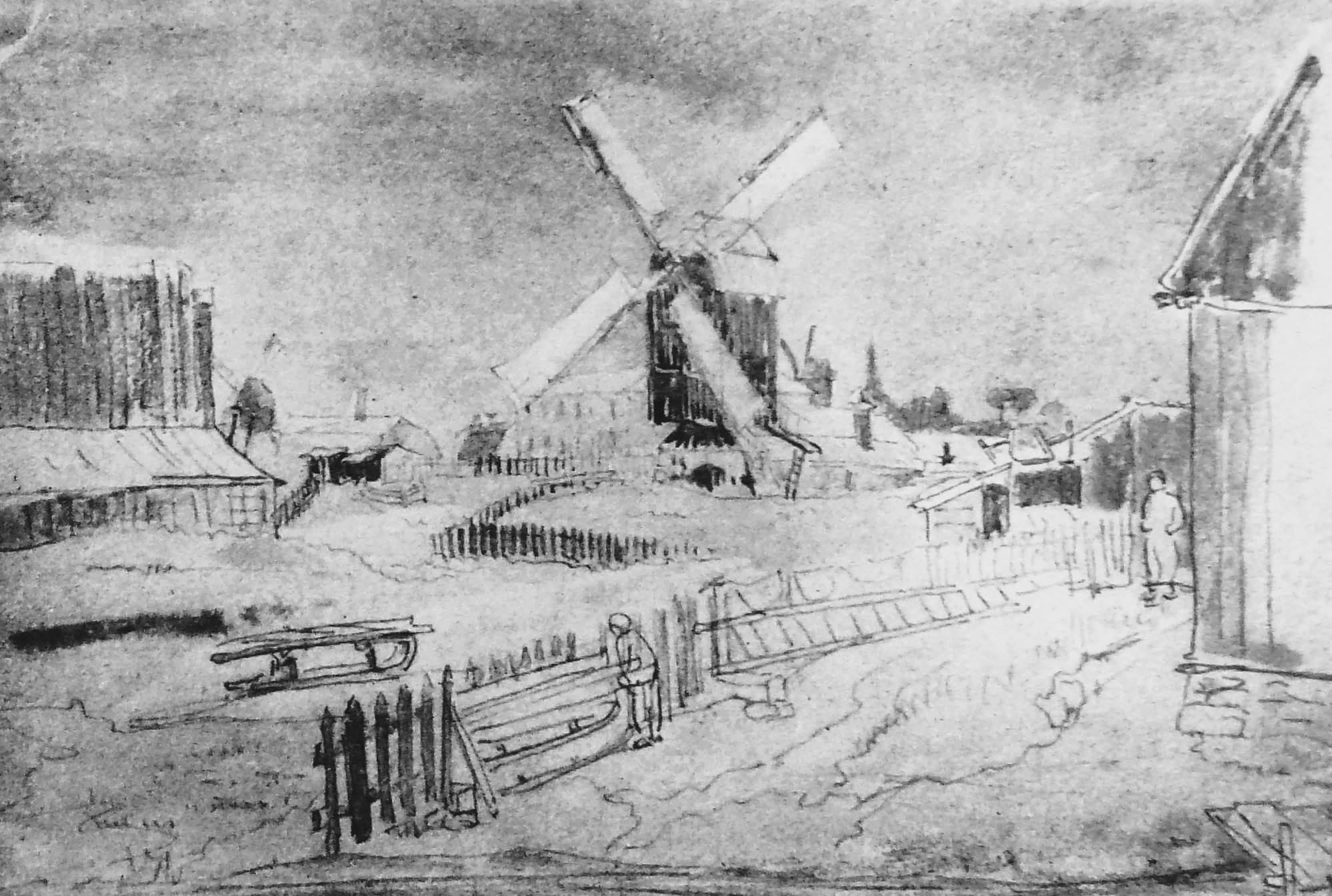
Stora Stampan

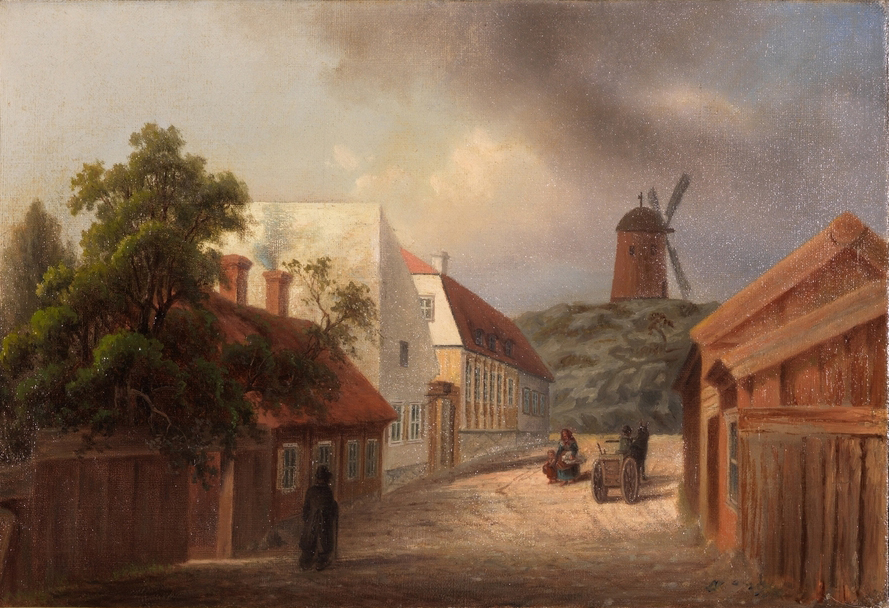
Kammeckers kvarn

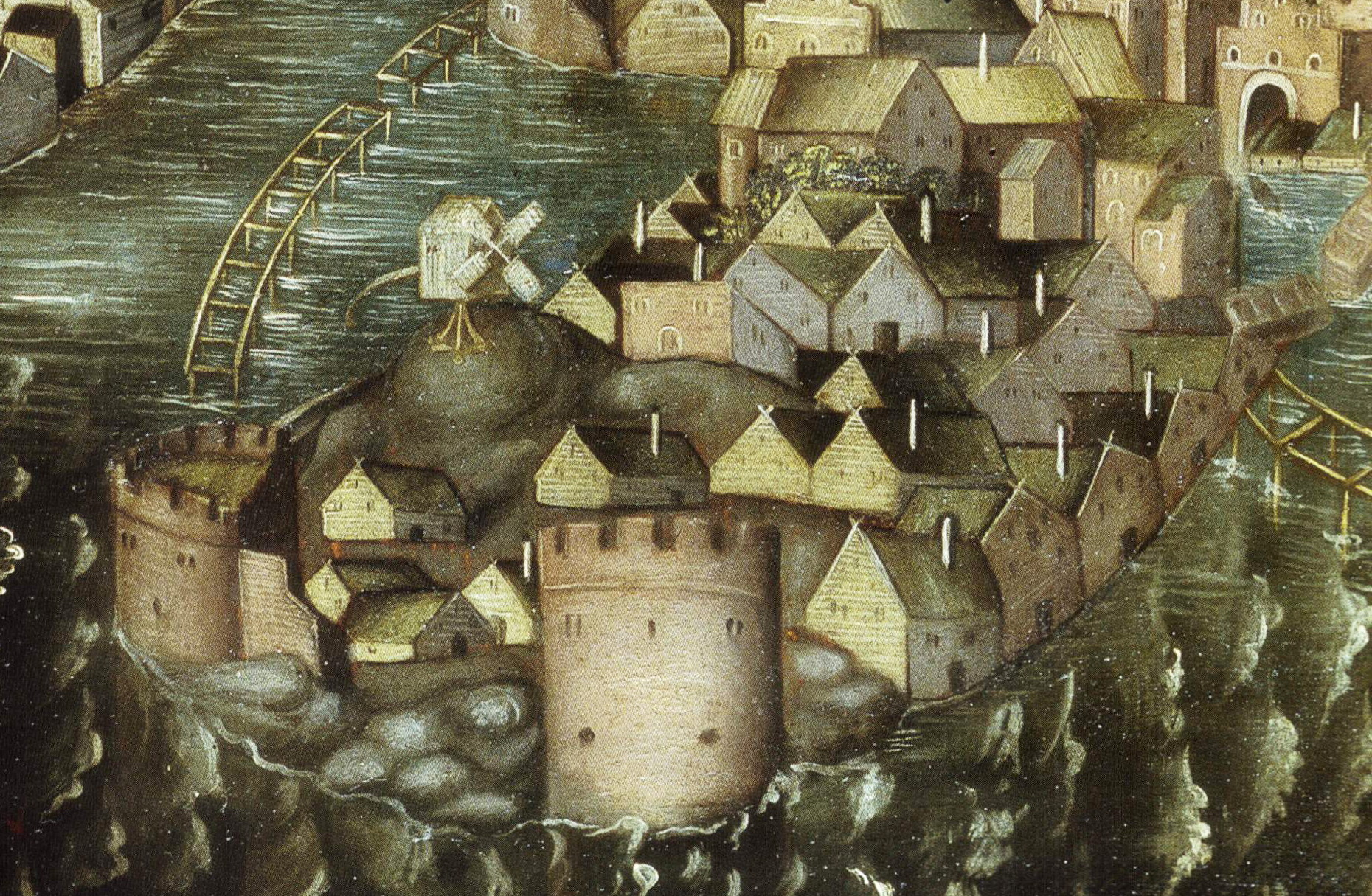
Helgeandshusets kvarn

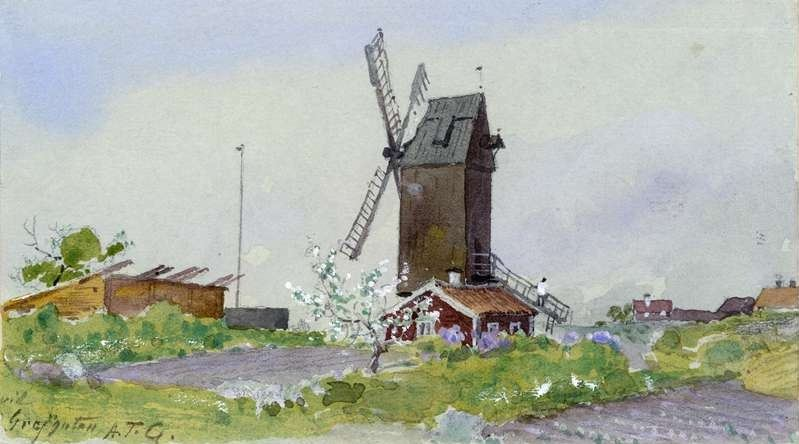
Schultan

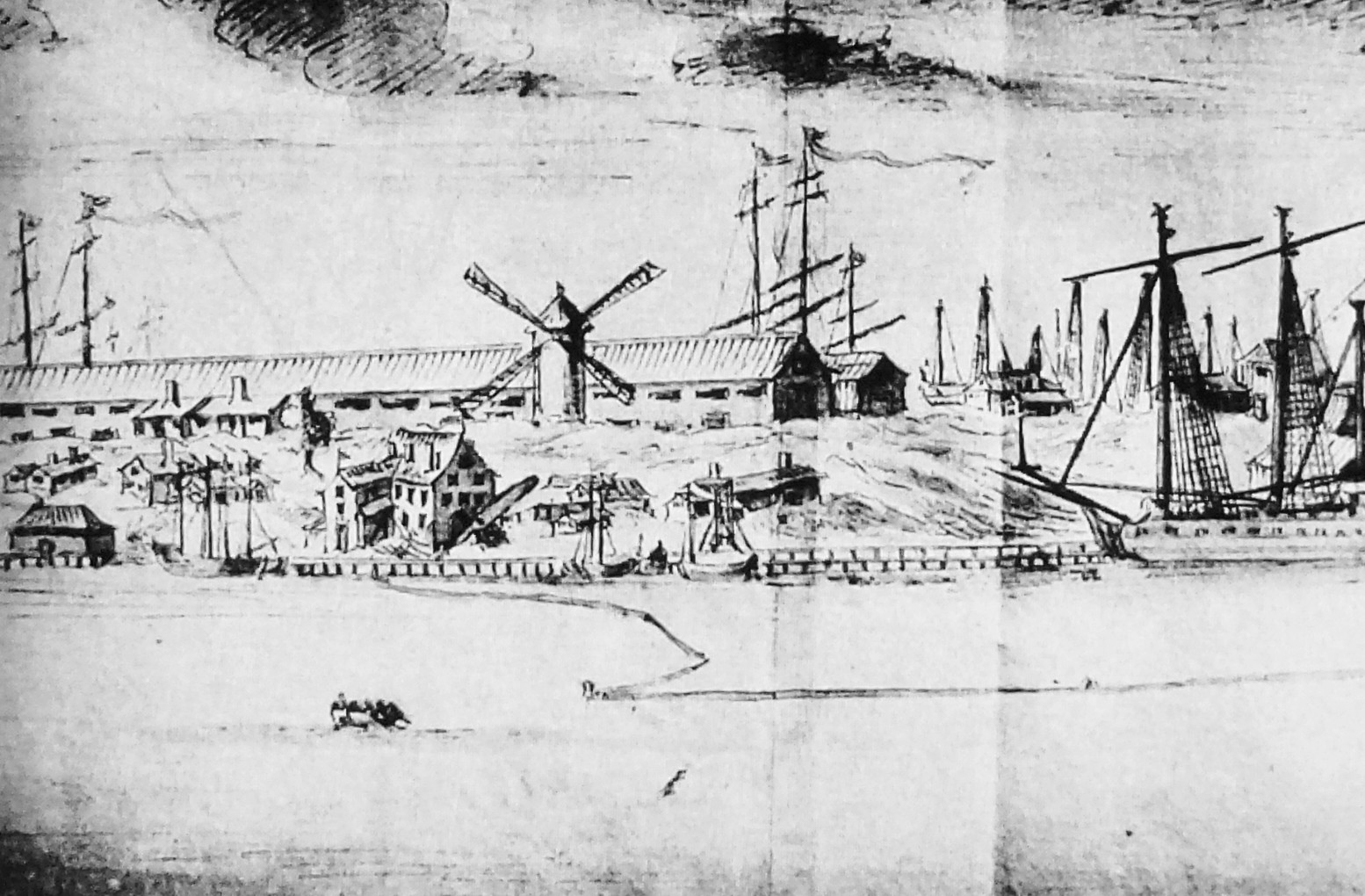
Skeppsholmskvarnen

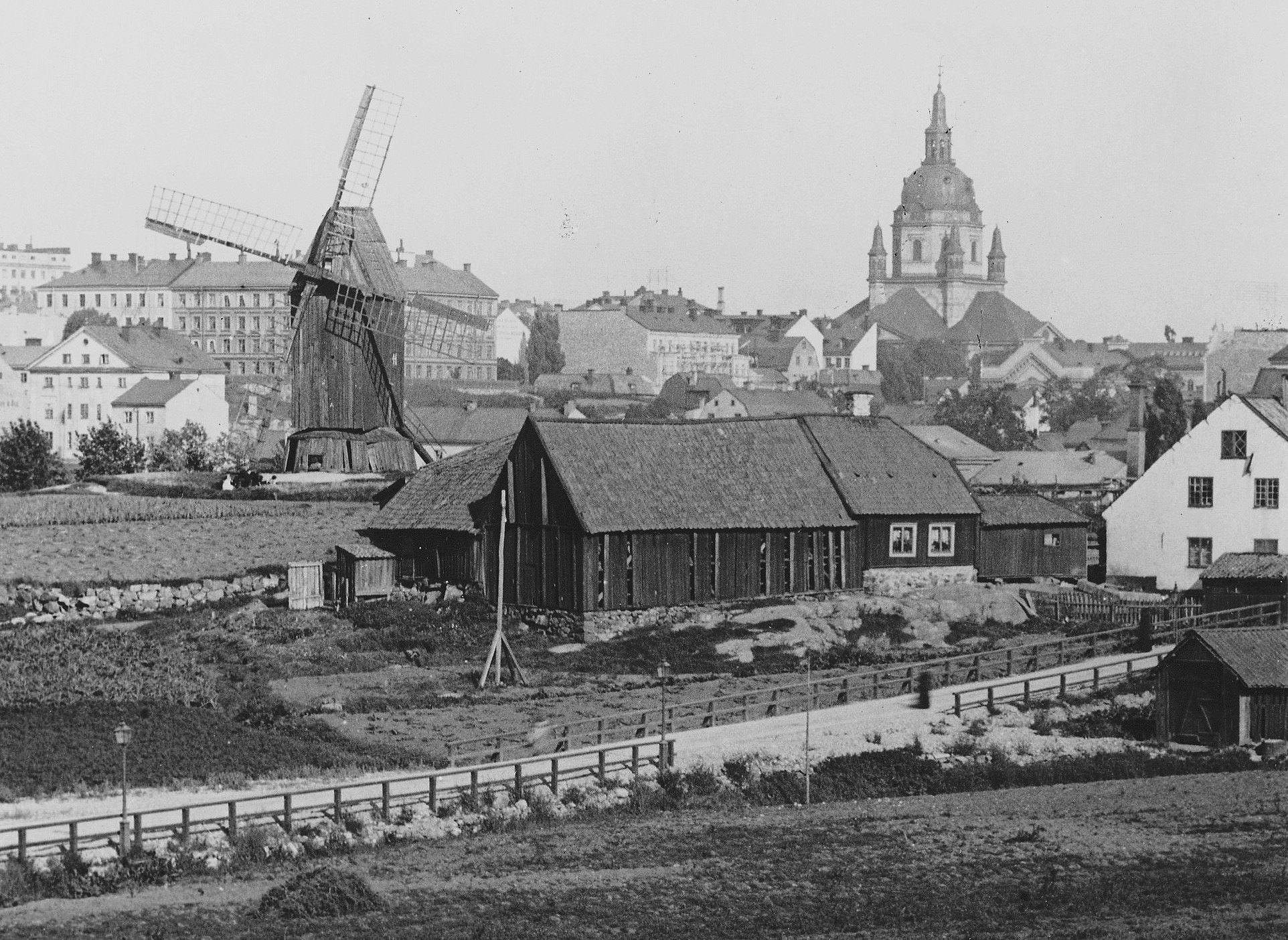
Fatburan

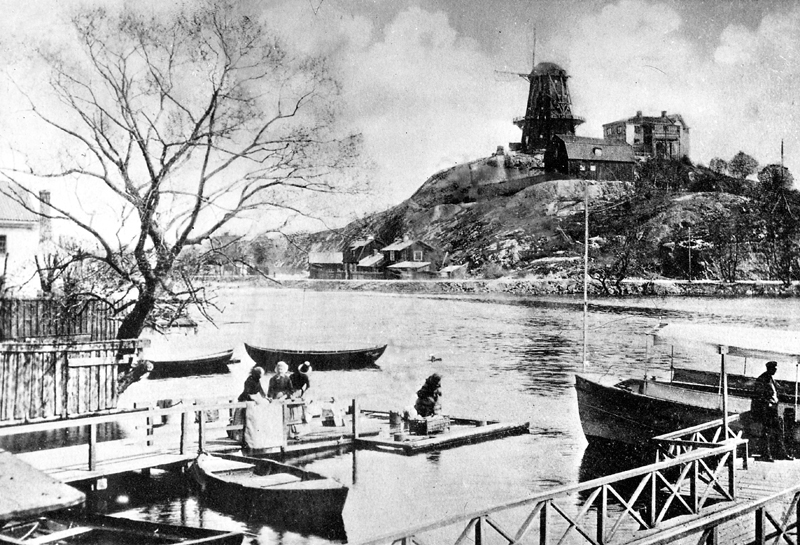
Kvarnen Klippan

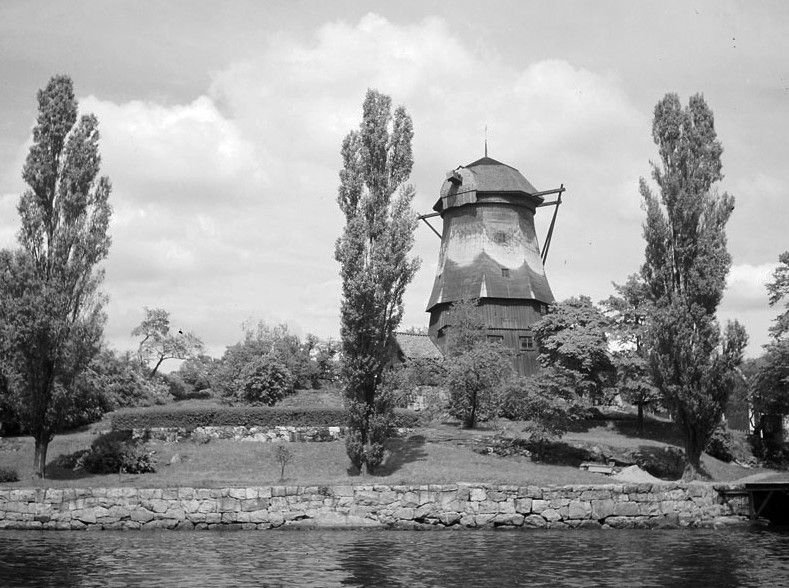
Waldemarsuddes oljekvarn

Följande lista baseras på en förteckning av Sjögren från 1939 över Stockholms kvarnar. Den börjar i norr, sveper över staden och slutar i söder. De sista tre kvarnarna tycks dock ha kommit till i efterhand. Stora Tissan (Nya Rörstrandskvarnen) saknas i hans förteckning. Vatten- och ångkvarnar är ej medtagna här. Med ”fotkvarn” avses stolpkvarn. Siffrorna i listan är inte identiska med siffrorna i översiktskartan ovan.
1. Jan Erss (Norrmalm). Fotkvarn från 1600-talet, riven 1884. Låg i kvarteret Grundläggaren.
2. Spelbomskan (Norrmalm). Fotkvarn från 1600-talet, brann ned 1868. Låg på Observatoriekullens norra sluttning.
3. Lilla Stampan (Norrmalm). Fotkvarn från 1600-talet, flyttades 1884 till Lunda i Spånga socken och 1892 till Kjelvesta. Låg i kvarteret Karlavagnen.
4. Stora Stampan (Norrmalm). Fotkvarn från 1600-talet, revs 1882 och flyttades till Rinkeby i Spånga socken. Låg i kvarteret Sirius.
5. Lilla Eva (Norrmalm). Fotkvarn från 1600-talet, kvarstod ännu 1886. Låg i kvarteret Tuben.
6. Stora Adam (Norrmalm). Kvarnen från 1600-talet, revs mellan 1855 och 1865. Låg i kvarteret Kometen.
7. Lilla Tissan (Norrmalm). Fotkvarn från 1600-talet, revs i augusti 1887. Låg på höjden vid Sabbatsberg.
8. Gamla Barnhuskvarnen (Norrmalm). Fotkvarn byggd år 1652, revs i april 1890. Låg i östra delen av Tegnérlunden.
9. Waros (Norrmalm). Fotkvarn från 1600-talet, förekommer ännu 1875. Låg i kvarteret Hälsan.
10. Olyckan (Norrmalm). Fotkvarn från 1600-talet, förekommer icke på 1800-talskartorna. Låg norr om Johannes kyrka.
11. Carlingskan (Norrmalm). Fotkvarn från 1600-talet, ej känd på 1800-talet. Låg i kvarteret Oxen.
12. Erlandtskan (Norrmalm). Fotkvarn från 1600-talet, ej känd på 1800-talet. Låg i kvarteret Väderkvarnen.
13. Silfwercrantzkan (Norrmalm). Fotkvarn från 1600-talet, ej känd på 1800-talet. Låg i kvarteret Hammaren.
14. Lilla Träskan (Ladugårdslandet). Fotkvarn, känd från 1733, ej känd på 1800-talet. Låg i kvarteret Norrtelje.
15. Stora Träskan (Ladugårdslandet). Fotkvarn, känd från 1733, ej känd på 1800-talet. Låg i kvarteret Sparbössan.
16. Prästan (Ladugårdslandet). Fotkvarn från 1600-talet, ej känd på 1800-talet. Låg i kvarteret Hedenbacken mindre.
17. Slipan (Ladugårdslandet). Fotkvarn från 1600-talet, brann troligen ned 1686, men återuppfördes, ej känd på 1800-talet. Låg i kvarteret Riddaren.
18. Kammeckers kvarn (Ladugårdslandet). Holländsk kvarn uppförd på 1650-talet. Revs 1794 och en ny byggdes på samma plats. Den senare brann ned 1854. Låg på det bortsprängda partiet av Tyskbagareberget.
19. Stora Jungfrun (Ladugårdslandet). Fotkvarn troligen från 1600-talet, ej känd på 1800-talet. Låg i kvarteret Jungfrun.
20. Lilla Jungfrun (Ladugårdslandet). Fotkvarn trol. från 1600-talet, ej känd på 1800-talet. Låg i kvarteret Sjökalven.
21. Schultan (Ladugårdslandet). Fotkvarn från 1600-talet, revs i maj år 1888. Låg vid nuvarande Karlaplan.
22. Kurckan (Ladugårdslandet). Fotkvarn från 1600-talet, förekommer in på 1840-talet. Låg i kvarteret Spiltan.
23. Holmkvarnen (Blasieholmen). Fotkvarn från 1600-talet, byggd 1666, förekommer ej på 1700-talets kartor. Låg i området bakom Nationalmuseum.
24. Skeppsholmskvarnen (Skeppsholmen). Holländsk kvarn, byggd 1666, förekommer ej på 1700-talets kartor. Låg på Skeppsholmskyrkans plats.
25. Helgeandshusets kvarn (Kvarnen på Riddarholmen). Fotkvarn, troligtvis från 1400-talet. Synlig på Vädersolstavlan från 1535. Låg på Riddarholmens norra sida.
26. Stora Munkan (Kungsholmen), Holländsk kvarn från 1600-talet. Låg på Fleminggatans östra ände.
27. En kvarn på Kungsklippan, som synes på kopparstick från 1600-talet. Fotkvarn. Känd 1647. Försvann troligtvis före 1700.
28. Lilla Munkan (Kungsholmen). Fotkvarn från 1600-talet. Stod kvar till 1800-talets mitt. Låg på Kungsklippan.
29. Kvarn i kv. Gullvivan (Norrmalm). Förekommer på kartor från 1862 till och med 1885. Låg i kvarteret Gullvivan.
30. Nya Barnhuskvarnen (Norrmalm), Holländsk kvarn, förekommer ej under 1700-talets tidigare del, men på karta 1801 anges den som en ”Hampstamp”. Revs i april 1890. Låg i Tegnérlundens västra del.
31. Nya Rörstrandskvarnen eller Stora Tissan  (Norrmalm), Holländsk kvarn, flyttades sommaren 1887 till Rolsta. Låg i kvarteret Blosset.
32. Kvarnen på Engelbrektskyrkans plats (Ladugårdslandet). Fotkvarn från 1700-talet, försvann omkring 1884.
33. Starckan (Ladugårdslandet). Holländsk kvarn från 1805, revs i maj 1889. Låg på Eriksbergshöjden.
34. Grubbens kvarn (Ladugårdslandet). Fotkvarn från 1700-talets senare hälft, revs hösten 1892. Låg norr om Separators verkstäder vid Fleminggatan.
35. Kronobergskvarnen (Kungsholmen). Känd från 1793 till 1835, då den brann. Låg vid Kronobergsparkens norra sida.
36. Sågkvarnen på Valdemarsudde. Holländsk kvarn, uppförd 1782, brann 1849. Låg där prins Eugéns nya byggnad nu ligger.
37. Waldemarsuddes oljekvarn. Holländsk kvarn, anlagd 1735, troligen reparerad 1785, kvarstår ännu på prins Eugéns område.
38. Kvarnen i kv. Saturnus (Södermalm). Holländsk kvarn från 1600-talet. Ej känd på 1700-talet. Låg i kvarteret Saturnus.
39. Kvarnen i kv. Saturnus (Södermalm). Fotkvarn från 1600-talet. Ej känd på 1700-talet. Låg i kvarteret Saturnus.
40. Hökan (Södermalm). Fotkvarn från 1600-talet, känd 1647, brann ned före 1733. Låg på nuvarande Mosebacke.
41. En kvarn i närheten av Mosebacke (Södermalm). Fotkvarn från 1600-talet, känd 1647. Ej känd efter 1700. Låg vid Fiskargatans korsning med Östgötagatan (se Hökens kvarn).
42. Havfrun (Södermalm). Fotkvarn från 1600-talet, var 1733 nedbrunnen. Låg på berget norr om Högbergsgatan vid gatans östra ände.
43. Staffan Svenssons kvarn (Södermalm). Kvarnen är känd från 1674, men förekommer inte på Tillaeus karta 1733. Låg öster om Katarina kyrka.
44. Rolands kvarn (Södermalm). Kvarn känd från 1600-talets mitt, nedbrann 1691. Var troligen en holländsk kvarn. Låg i kvarteret Rabatten, nuvarande fastigheten Kronan 1, vid Fjällgatan 38.
45. Tjärbeljan (Södermalm). Fotkvarn från 1600-talet. Förekom fortfarande 1885. Låg i kvarteret Kristallen.
46. Kvarnen Hatten (Södermalm). Känd från 1600-talet. Hade ett för stockholmskvarnarna egenartat starkt insvängt mittparti. Sista gången den syntes på bild med detta utseende är 1794. Ersattes på 1800-talet av en ny holländarekvarn som brann ner genom åskeld 1888. Låg norr om Skånegatan i kvarteret Kopparn.
47. Dundercrantz (Södermalm). Fotkvarn från 1600-talet, försvann efter 1733. Låg på Pelarbacken ovanför Björns trädgård.
48. Finskan (Södermalm). Fotkvarn från 1600-talet, känd från 1645, revs 1882. Låg på Pelarbacken ovanför Björns trädgård.
49. Lilla Somens kvarn (Södermalm). Fotkvarn från 1600-talet, nämns ej 1733. Låg i kvarteret Laxen.
50. Stora Somens kvarn (Södermalm). Holländsk kvarn, nämns 1733. Ej känd på 1800-talet. Låg ungefär där Södra Latinläroverket nu ligger.
51. Christian Hanssons kvarn (Södermalm). Fotkvarn från 1600-talet, brann ned 1 maj 1723. Låg i kvarteret Östergötland.
52. Borgmästarkvarnen  (Södermalm). Fotkvarn från 1600-talet, känd från 1674, förekom fortfarande 1863. Låg i kvarteret Gråberget.
53. Fatburan (Södermalm). Fotkvarn från 1600-talet, känd från 1674. Förekommer ännu 1892. Låg i närheten av Konsums fabrikskomplex.
54. Nytorgs kvarn (Södermalm). Även kallad ”Nykvarn” och ”Bäncht Bagares Quarn”. Fotkvarn från 1600-talet, ej känd på 1800-talet. Låg i kvarteret Bondetorpet.
55. Träkvarnen (Södermalm). Fotkvarn från 1600-talet, ej känd på 1800-talet. Låg på Vita berget i kvarteret Kritan.
56. Helgan (Södermalm). Kvarn från 1600-talet, möjligen Holländsk kvarn som senare ersattes av en fotkvarn, kvarstod ännu 1889. Låg på platsen för Katarina realskola i kvarteret Van der Huff.
57. Holländskan (Södermalm). Holländsk kvarn från 1600-talet, revs år 1894. Låg i kvarteret Kolonnen.
58. Franckan (Södermalm). Fotkvarn från 1600-talet, revs 1894. Låg i kvarteret Masken.
59. Stora Pryssan (Södermalm). Fotkvarn från 1600-talet, ej känd under 1800-talet. Låg i kvarteret Bössan.
60. Lilla Pryssan (Södermalm). Fotkvarn från 1600-talet, förekommer ännu på 1750-talet, men ej efter 1800. Låg i kvarteret Kattfoten mindre.
61. Lilla Tuna (Södermalm). Fotkvarn från 1600-talet, ej känd under 1800-talet. Låg i kvarteret Hagen.
62. Stora Tuna (Södermalm). Kvarn från 1600-talet, ej känd under 1800-talet. Låg öster om Lilla Tuna i kvarteret Hagen.
63. Brinckan (Södermalm). Fotkvarn från 1600-talet, förekommer ännu 1875. Låg i västra ände av kvarteret Bergsgruvan större.
64. Skinnarviks kvarn (Södermalm). Fotkvarn från 1733, förekommer under 1840-talet, men ej senare. Låg i kvarteret Somens kvarn större.
65. Almens kvarn eller Gubbhuskvarnen (Södermalm). Fotkvarn från 1600-talet, som 1679 tillhörde Anders Matsson mjölnare. Kvarstår ännu omkring 1889. Låg strax öster om Gamla Gubbhuset.
66. Michel Jöranssons kvarn (Södermalm). Fotkvarn från 1600-talet, nedbrann i oktober 1871. Låg på platsen för den nya Södra Kommunala Mellanskolan vid Hornsgatan i kvarteret Mullvaden yttersta.
67. Österlings kvarn (Södermalm). Fotkvarn, utmärkt på Tillaeus karta från 1733, förekommer ännu 1867. Låg på berget, där Högalidskyrkan nu står.
68. Kvarn vid Charlottendal (nuvarande Gröndal). Låg vid Lövholmen på Liljeholmslandet och utmärks på karta från 1862 till 1867.
69. Kvarn i närheten av gamla Hornstull (Södermalm), öster om Bergsund. Av holländsk typ. Känd från 1700-talets slut och på karta från 1805, ej senare.
70. Kvarn i Tantolunden (Södermalm). Utmärkt på kartor 1805 till och med 1863.
71. Kråkvilan (Södermalm). Fotkvarn från 1600-talet, förekommer ännu 1805 på en karta. Låg i kvarteret Veken.
72. Bagarekvarnen (Södermalm). Fotkvarn troligen från 1600-talet, och känd från 1700-talets början. Förekommer ännu 1805. Låg på Åsöberget i kvarteret Lotsen.
73. Kvarnen Klippan (förr Nacka socken, nu  Södra Hammarbyhamnen). Holländsk kvarn, känd från 1700-talets slut, revs i oktober 1903. Låg på höjden söden om Danviken på Nackalandet.
74. Skanskvarn (Brännkyrka). Holländsk kvarn, uppfördes år 1850 ett stycke längre norrut. Flyttad till nuvarande plats  1859. Restaurerades av Stockholms stad 1931.
75. Kvarn på Beckholmen. Fotkvarn från 1600-talet, som enda gången syns på ett kopparstick av Adam Perelle efter teckning av Erik Dahlberg för Sueciaverket 1665.
76. Kvarn på Observatoriehöjden (Norrmalm). Endast känd på en karta från 1600-talets slut och då omtalad såsom försvunnen. Kallas på kartan ”Uptagen Platz af sandberg der tillförene Hr Lichtons wäderqvarn hafver stått”.
77. Kvarn vid Hornsberg (Kungsholmen). Närmare uppgifter om kvarnen, med undantag för det exakta läget, saknas.

## Nutida bilder, bevarade kvarnar i Stockholm och omgivning (urval)

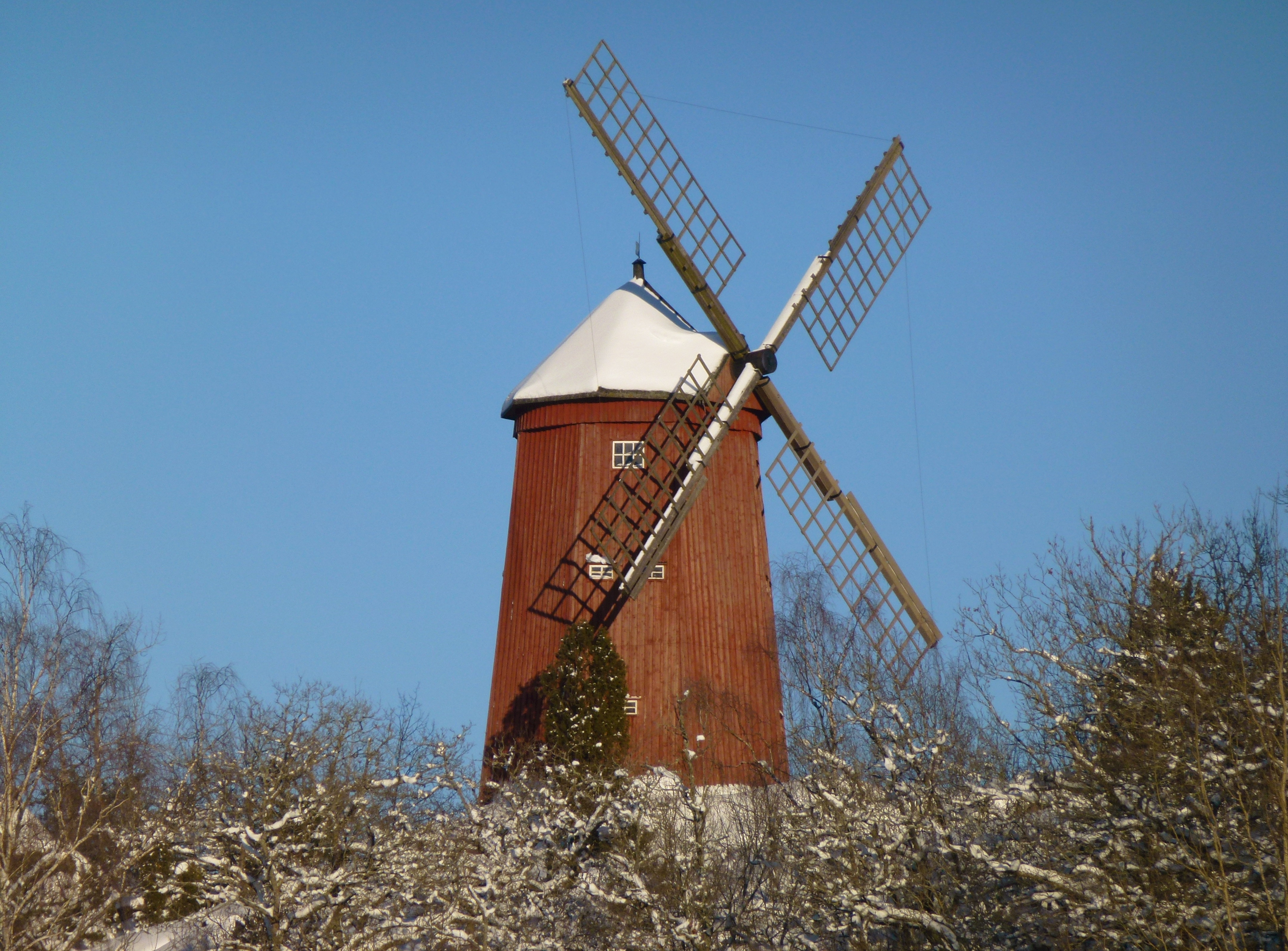
Balingsta kvarn, 2013.
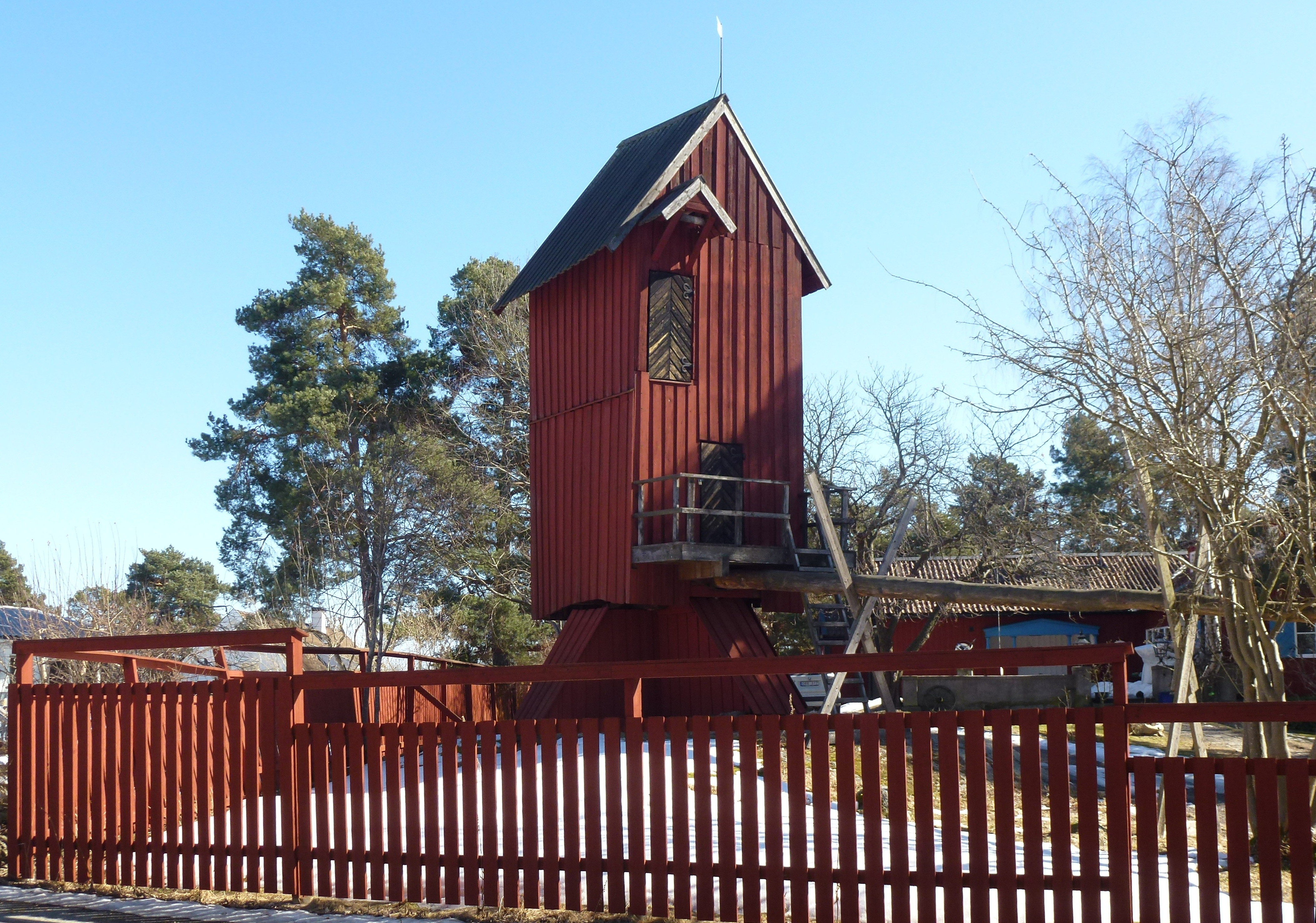
Bo kvarn, 2013.
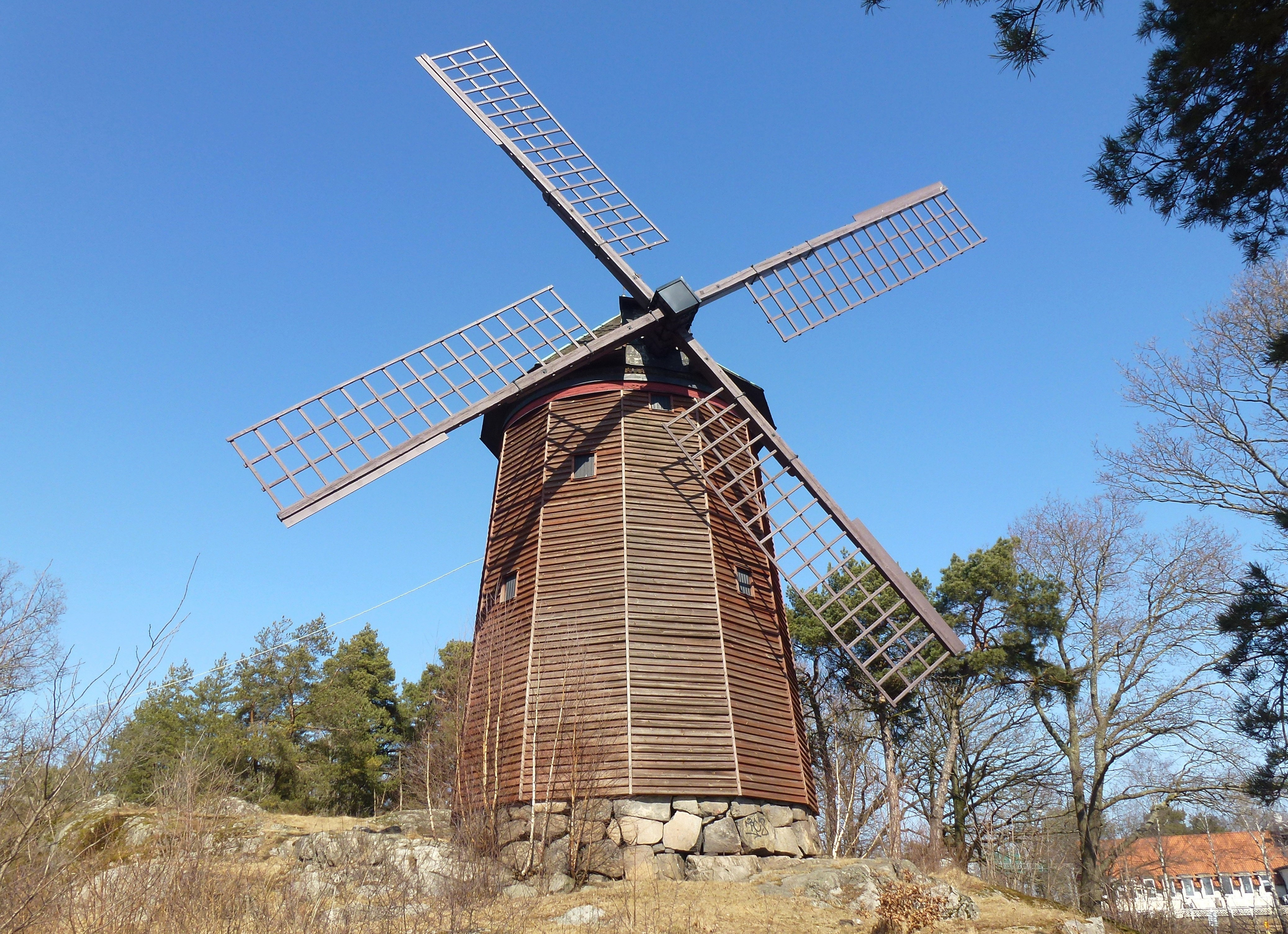
Bällsta kvarn, 2013.
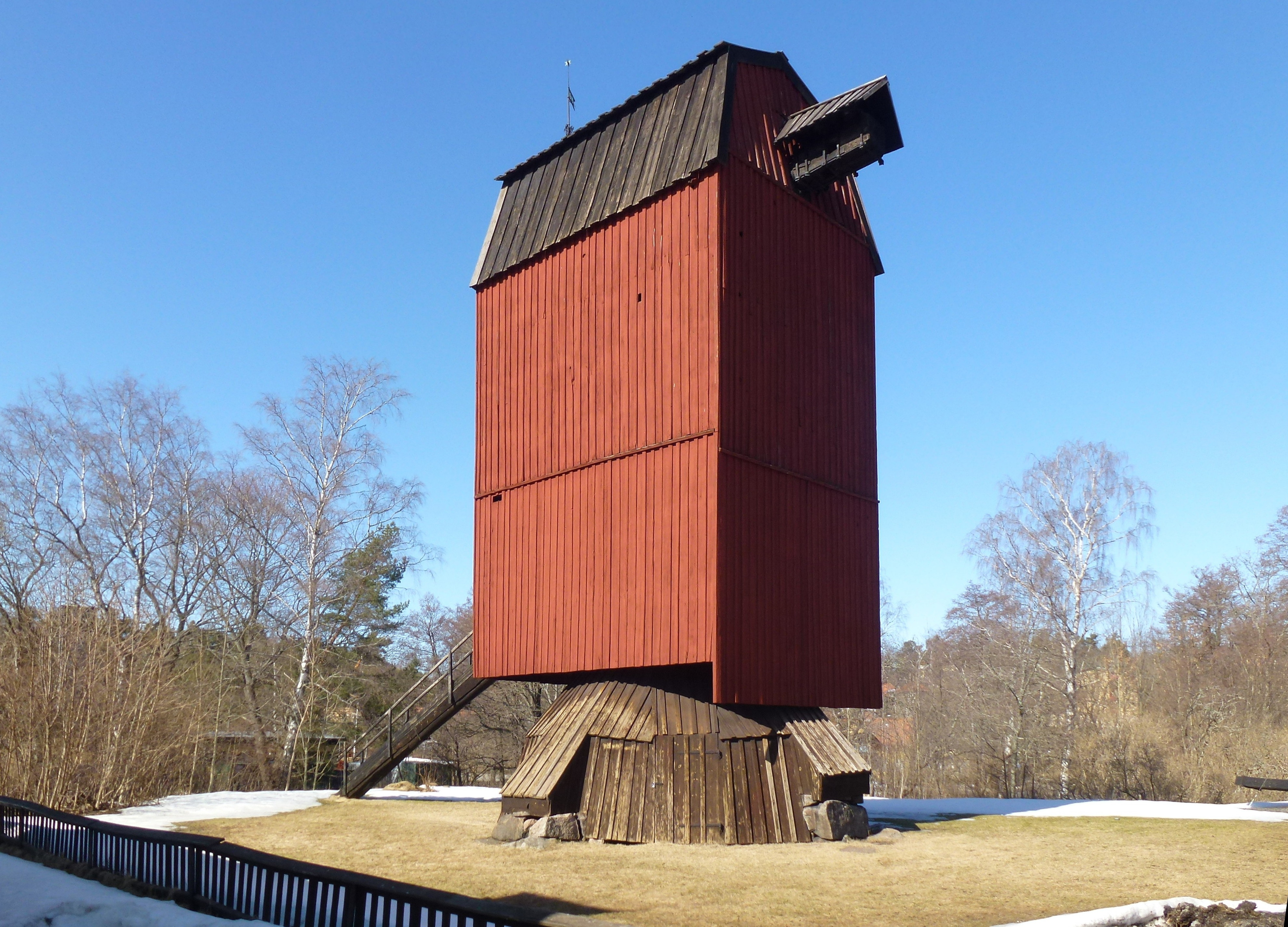
Näsets kvarn, 2013.
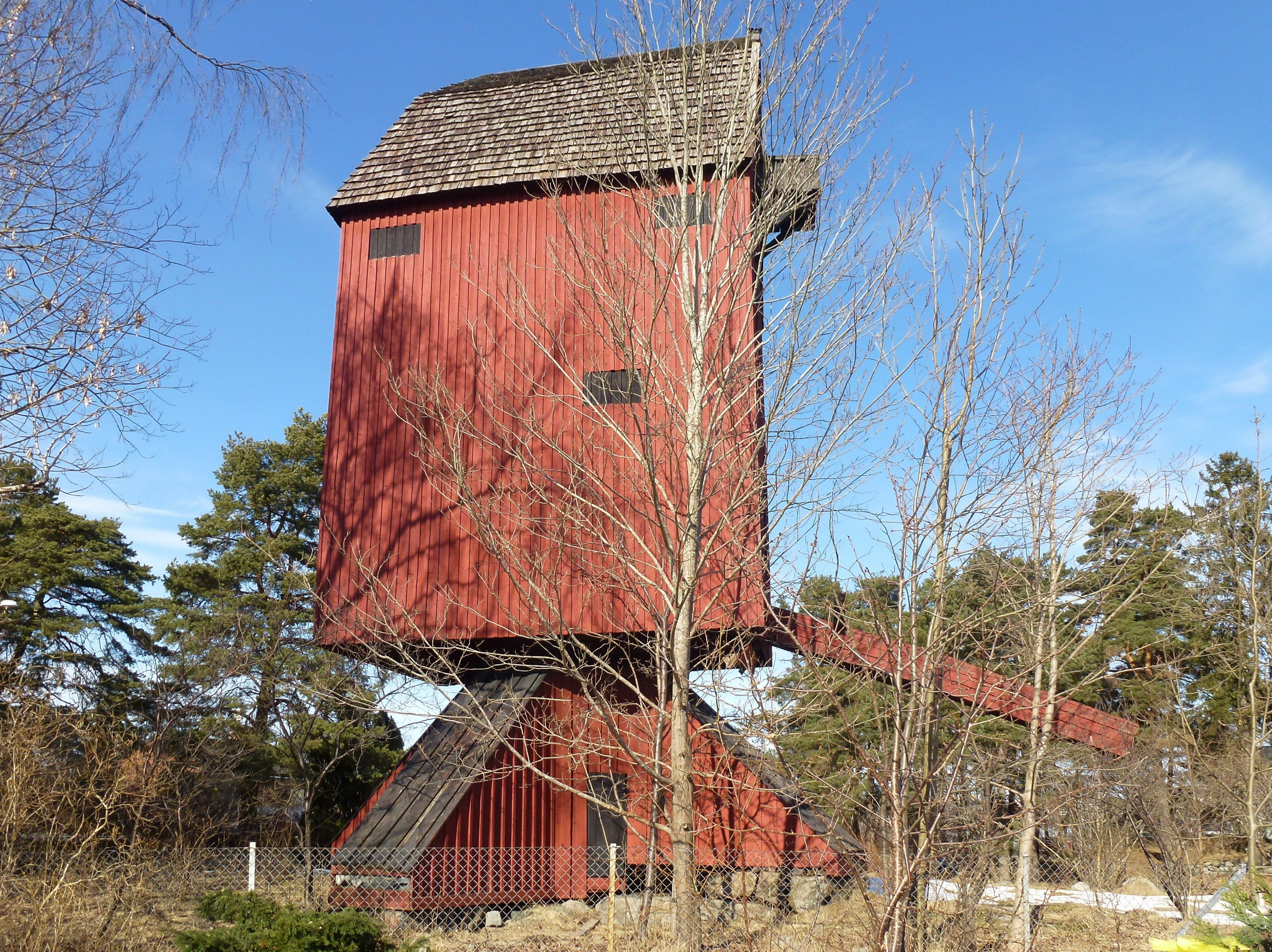
Kälvesta kvarn, 2013.
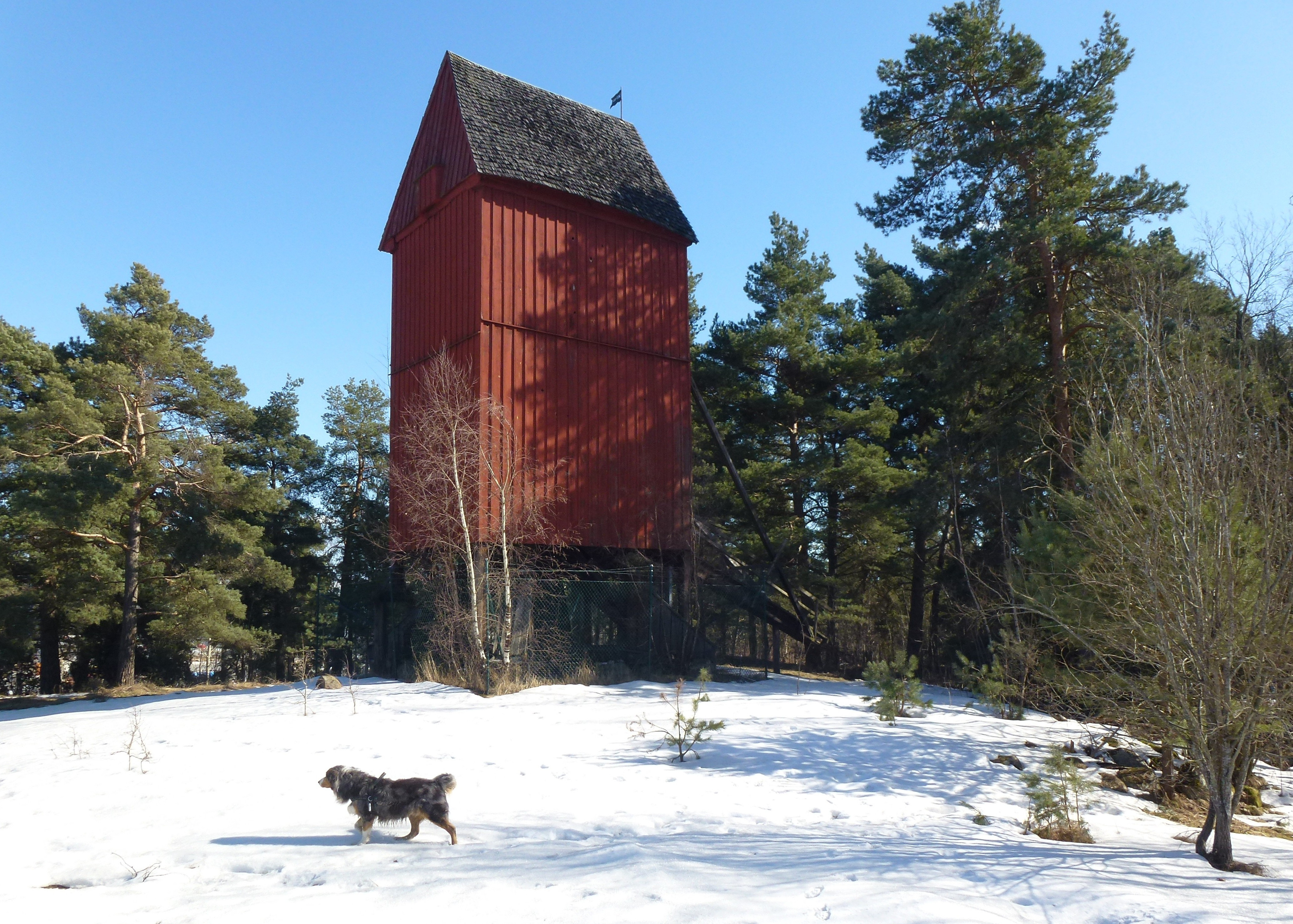
Rinkeby kvarnar, 2013.
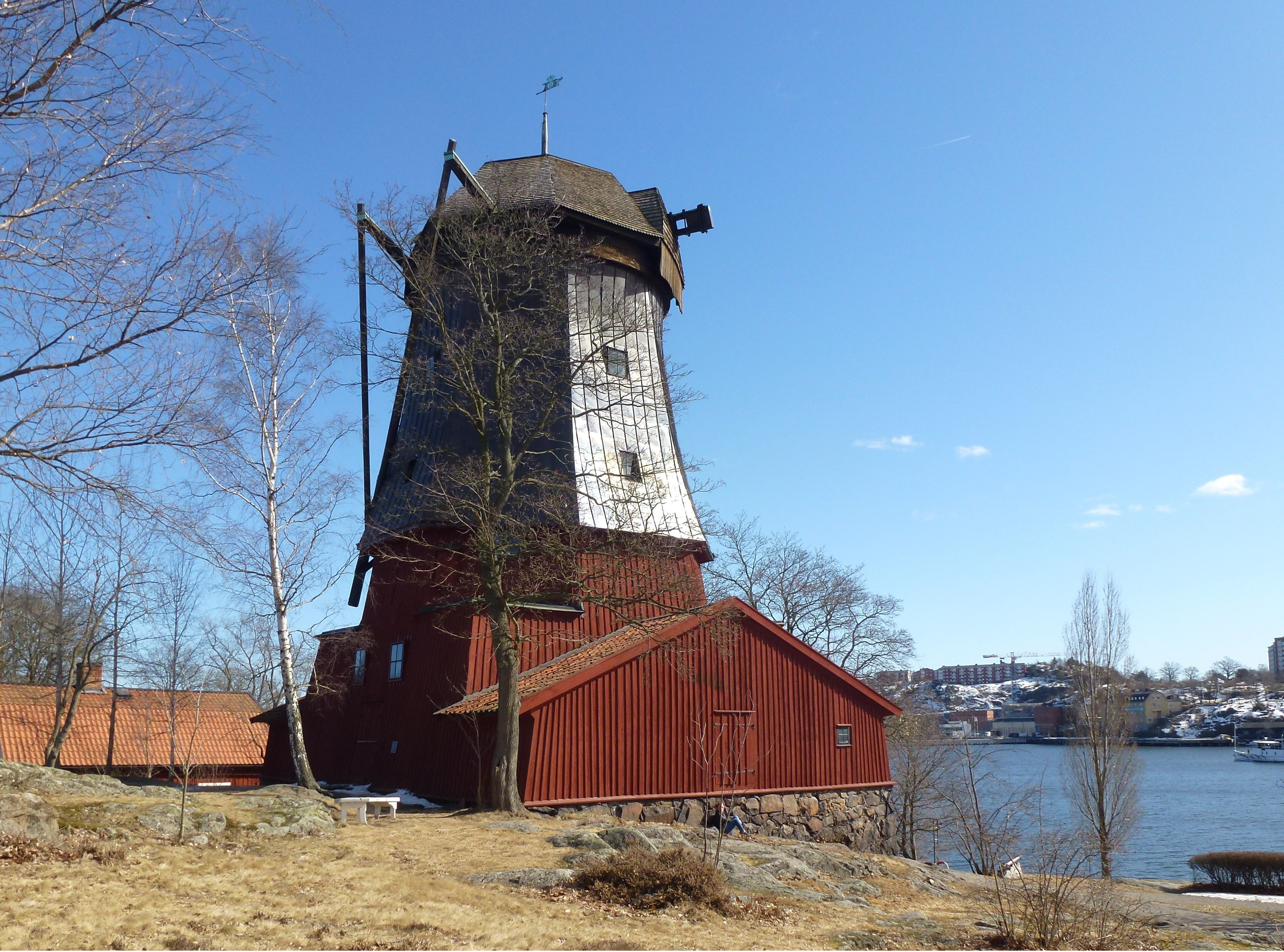
Waldemarsuddes oljekvarn, 2013.
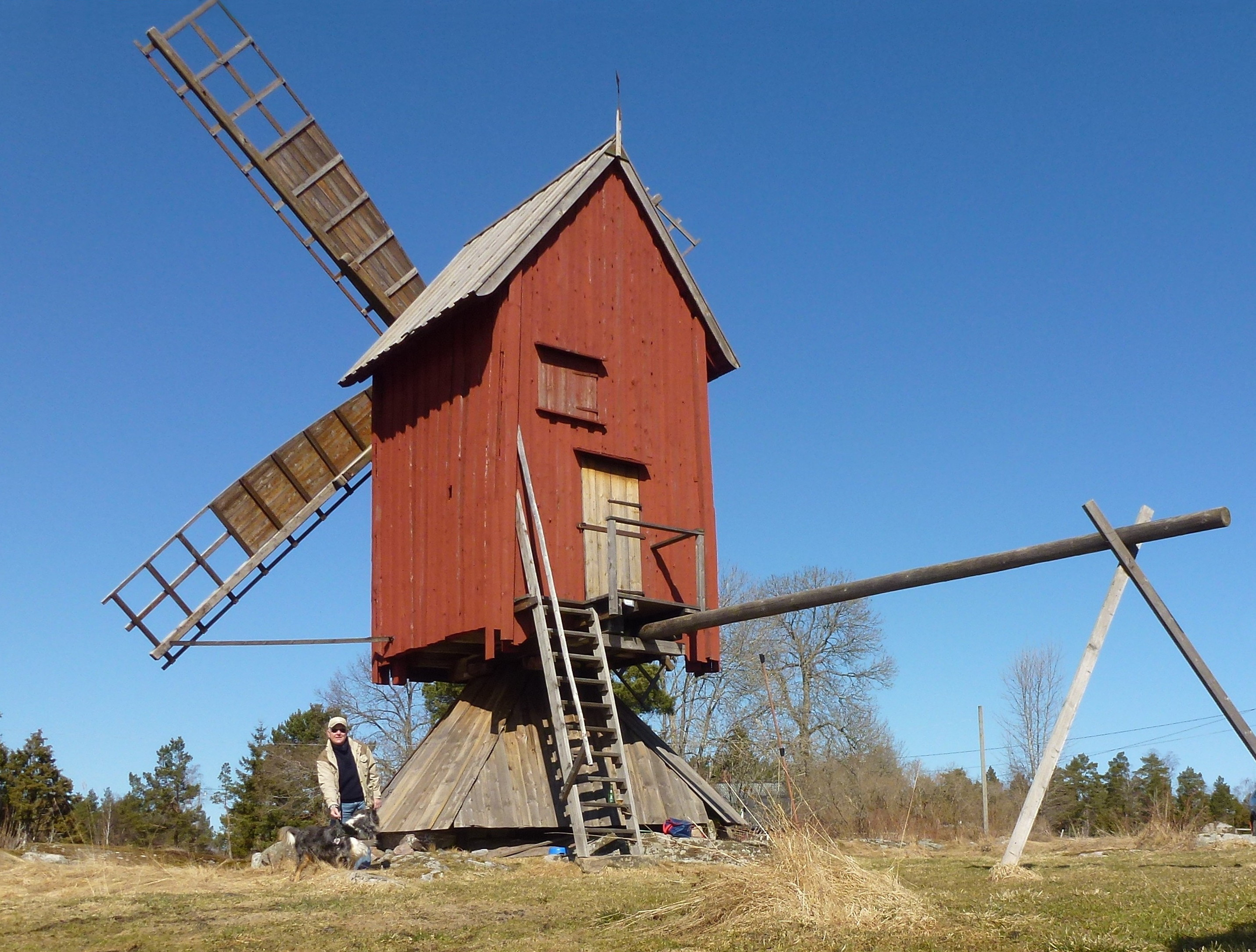
Marum väderkvarn, 2013.
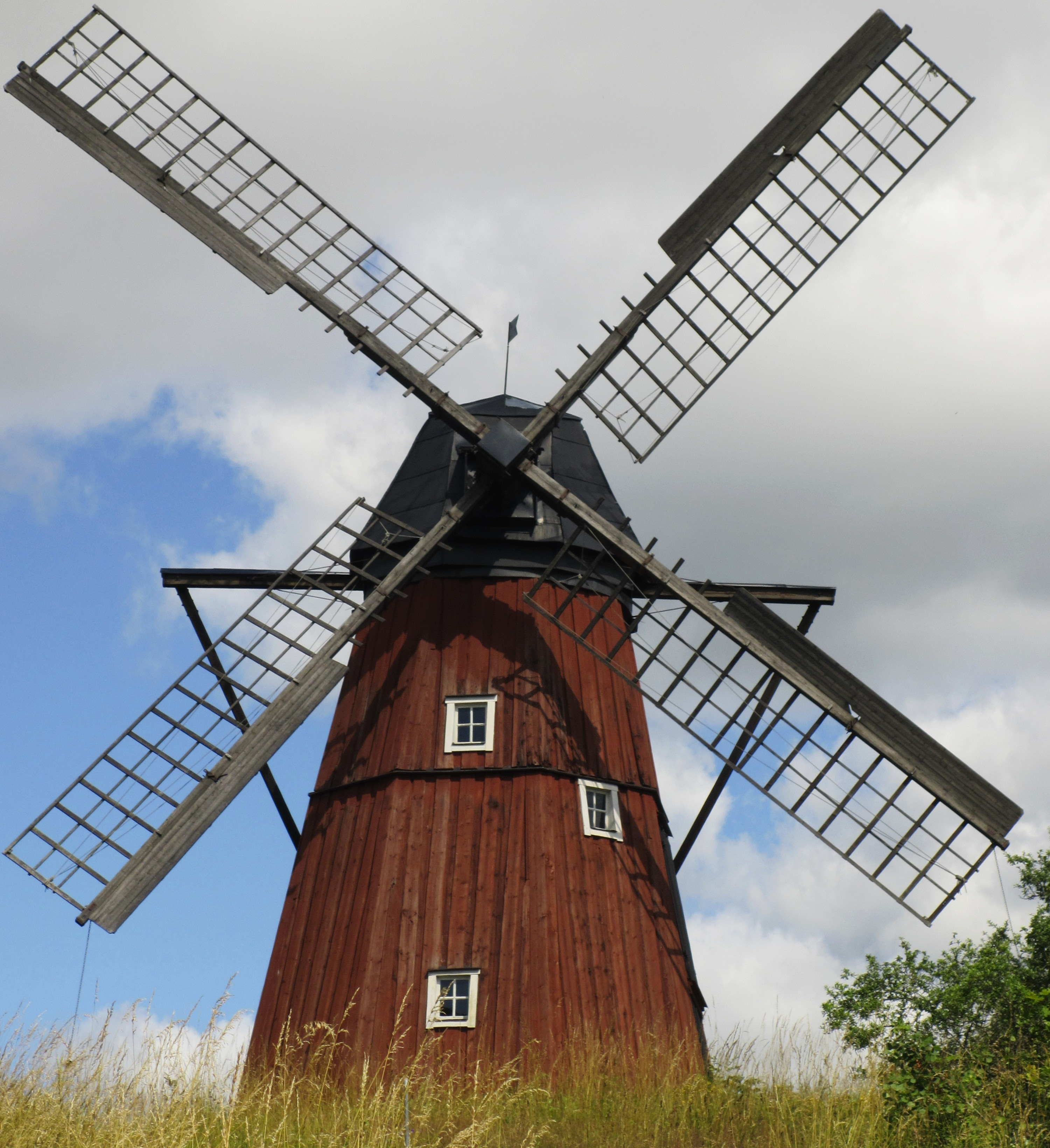
Överby kvarn, 2012.
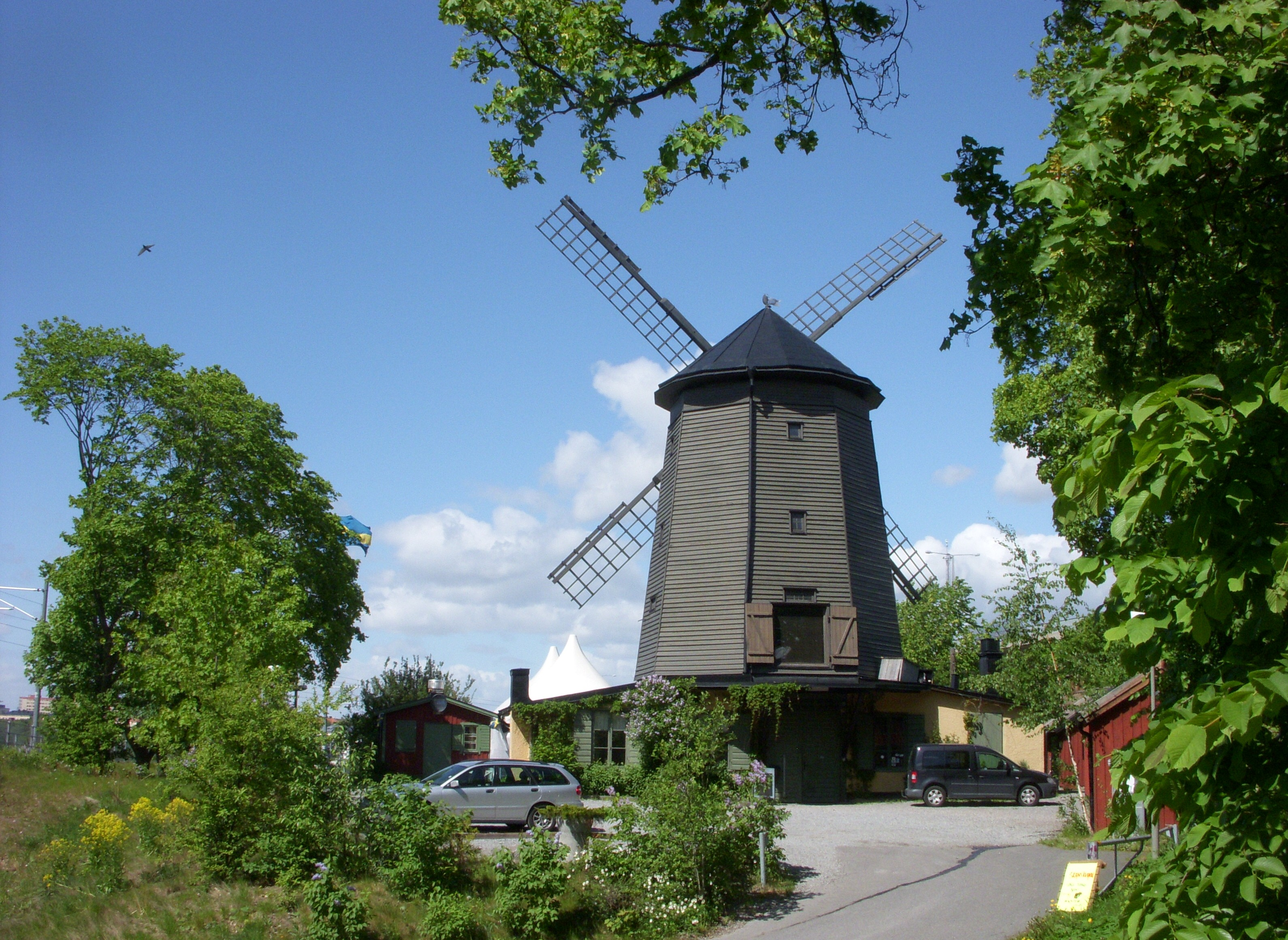
Skanskvarn, 2011.
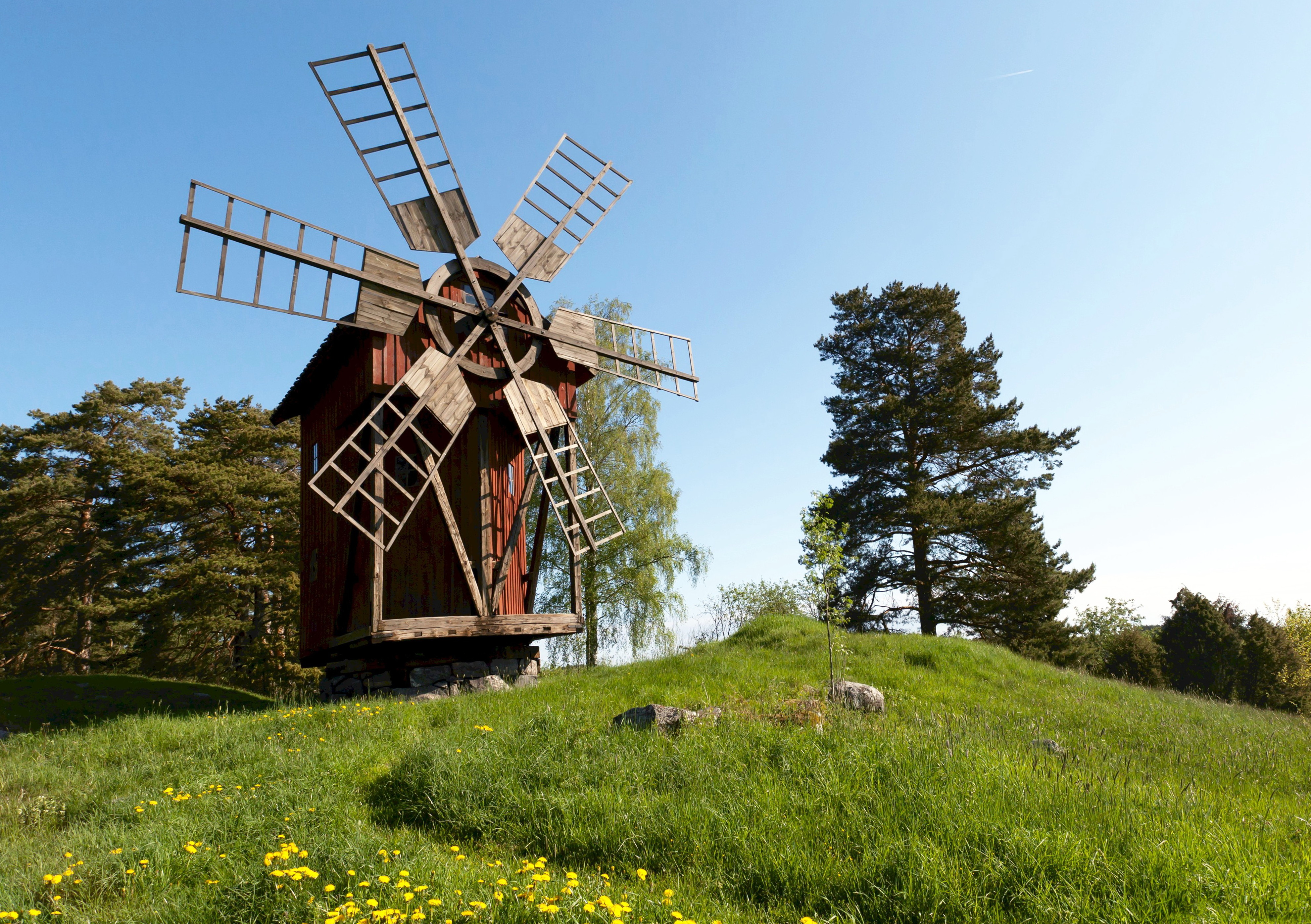
Brottby kvarn, 2011
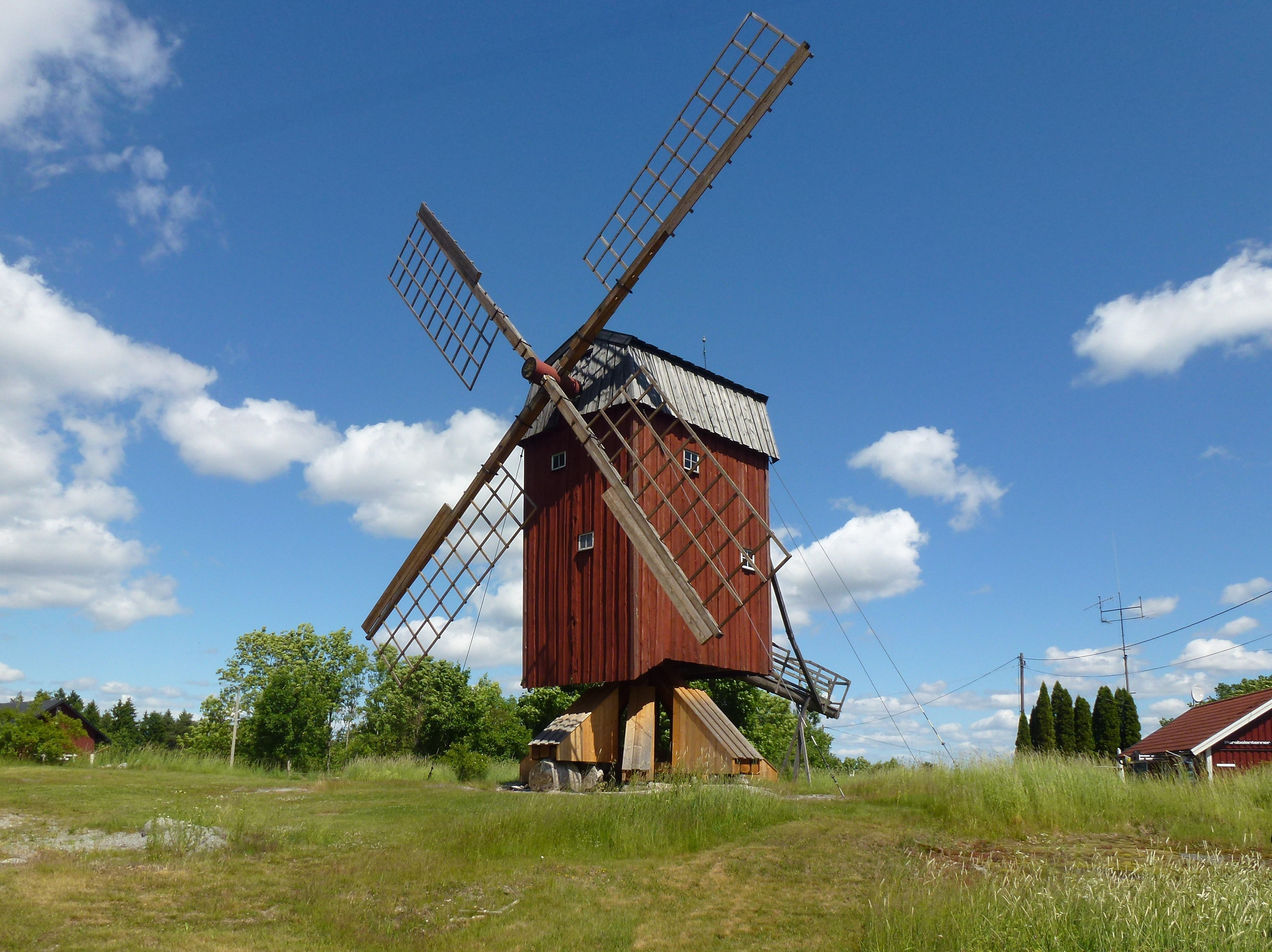
Sundby kvarn, 2013.

## Referenser

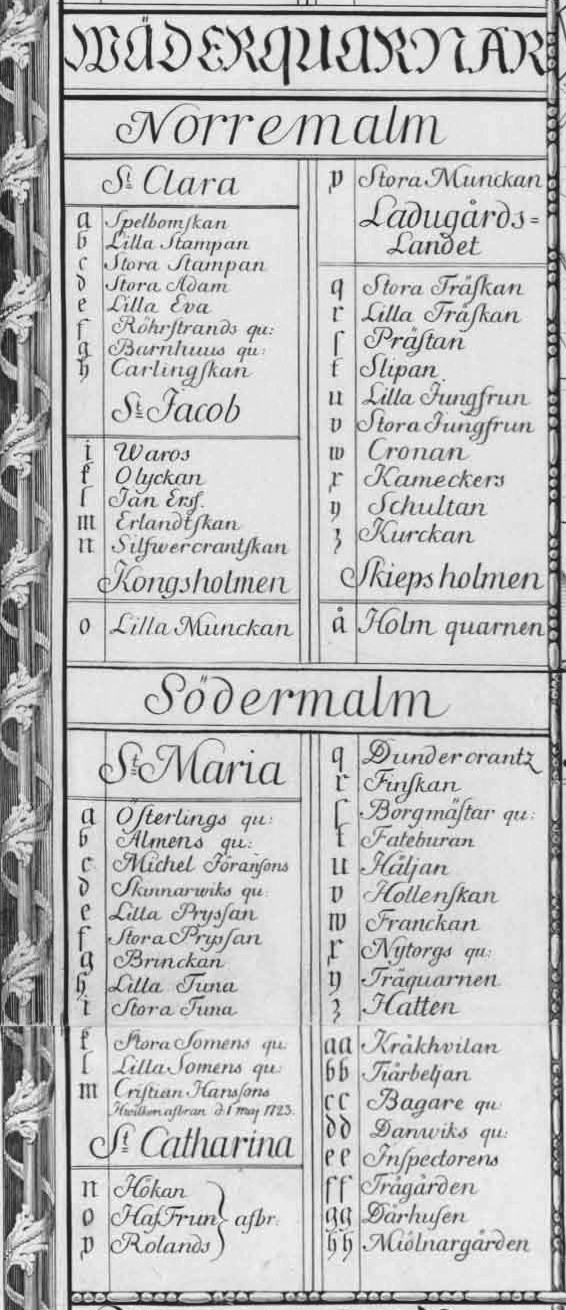
Förteckning över Stockholms kvarnar på Petrus Tillaeus karta från 1733.